# Franz von Assisi
Franz von Assisi (auch Franziskus von Assisi, lateinisch Franciscus de Assisio oder Franciscus Assisiensis; * 1181 oder 1182 in Assisi im heutigen Italien als Giovanni di Pietro di Bernardone; † 3. Oktober 1226 in der Portiuncula-Kapelle unterhalb der Stadt) war der Begründer des Ordens der Minderbrüder (Ordo fratrum minorum, Franziskaner) und Mitbegründer der Klarissen. Er wird in der römisch-katholischen Kirche als Heiliger verehrt. Hinsichtlich des Quellenumfangs zu Leben und Wirken gehört Franziskus zu den am besten dokumentierten Persönlichkeiten des Mittelalters.
Franziskus lebte nach dem Vorbild Jesu Christi (sogenannte imitatio Christi). Diese Lebensweise zog gleichgesinnte Gefährten an, was zur Gründung der Minderen Brüder führte, deren Orden rasch wuchs. Trotz großer Widerstände während der ersten Jahre seines Wirkens wurde er von der katholischen Kirche schon zwei Jahre nach seinem Tode heiliggesprochen. Der von Franziskus gegründete Orden breitete sich binnen weniger Jahre in ganz Europa aus. So wurde etwa bereits 1230 eine Niederlassung in Riga gegründet.
Die starke Verbreitung eines in 53 kurze Kapitel eingeteilten Florilegium über das Leben des Franz von Assisi, das sogenannte Fioretti, hat als Andachtsbuch im 19. und 20. Jahrhundert das Bild des Franziskus in der Bevölkerung lange geprägt. In den letzten Jahrzehnten versuchen viele Autoren, ein gemäßigteres, menschlicheres und weniger legendenhaftes Bild von der Person des Franziskus zu vermitteln.
Sein Gedenktag ist in der römisch-katholischen, der alt-katholischen, der anglikanischen und einigen evangelischen Kirchen am 4. Oktober, in der evangelischen Kirche in Deutschland der 3. Oktober.

## Leben

### Jugend

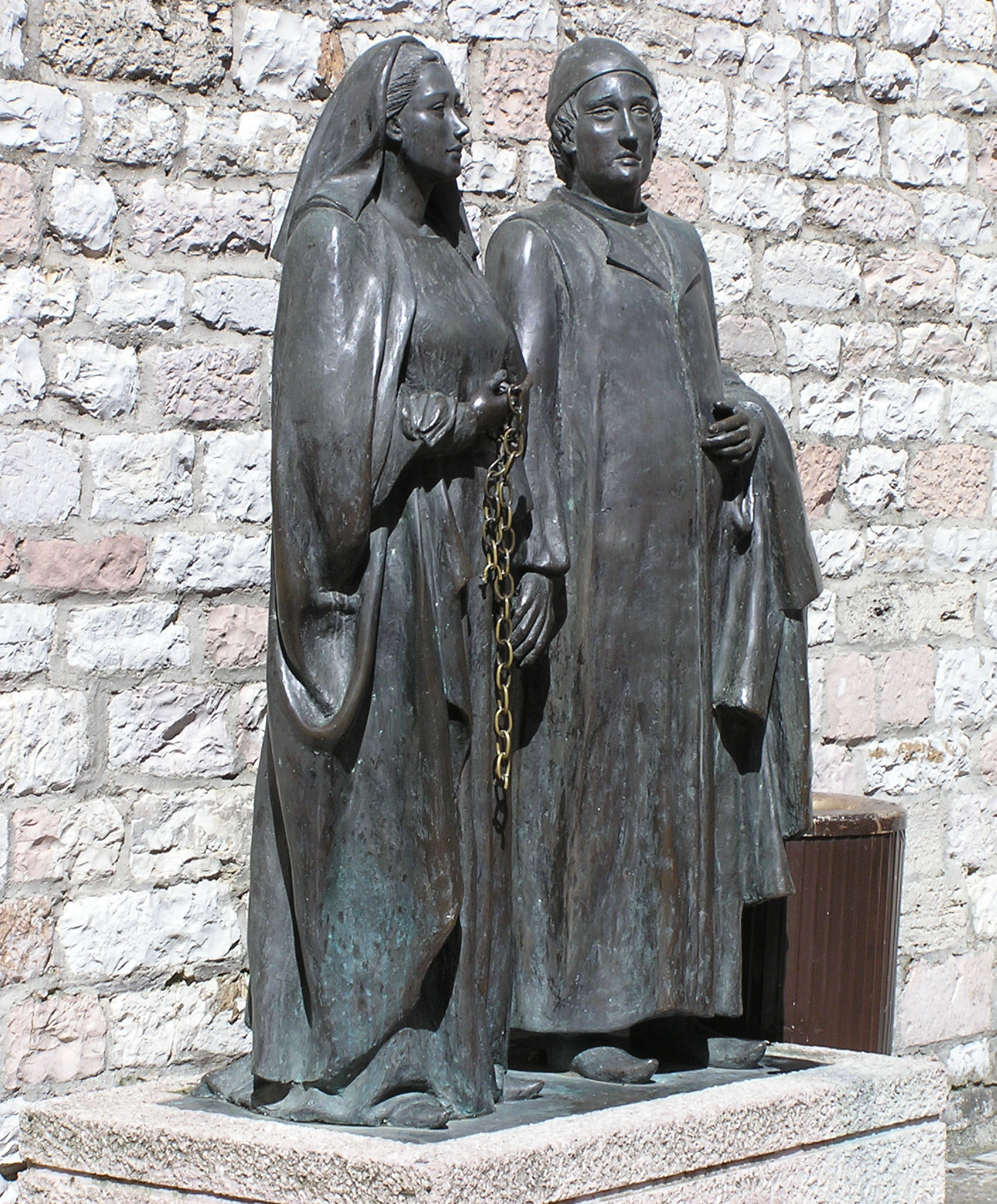
Denkmal für die Eltern des Franziskus in Assisi; Pica hält eine zerbrochene Kette, Pietro den abgelegten Rock.

Oratorio di San Francesco Piccolino – vermutete Geburtsstätte des Franziskus

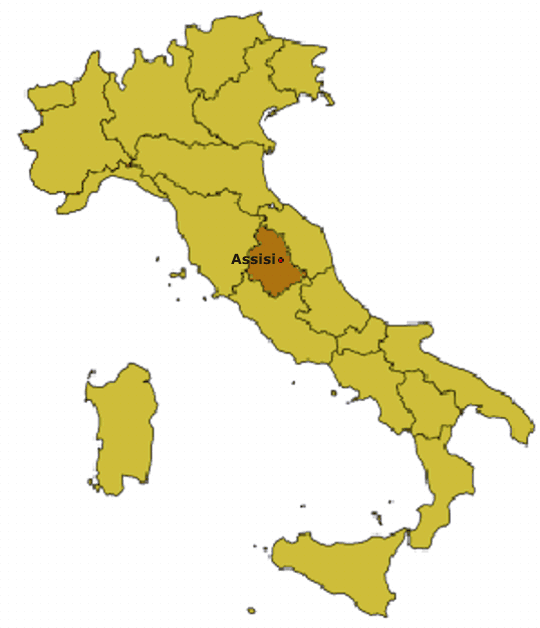
Umbrien, die Region, aus der Franziskus stammte

Franz von Assisi wurde 1181 oder 1182 in der umbrischen Stadt Assisi am Fuß des Monte Subasio geboren. Seine Eltern waren der wohlhabende Tuchhändler Pietro di Bernardone und dessen Frau Giovanna, genannt Pica. Eigentlich auf den Namen Giovanni (deutsch: Johannes) getauft, gab ihm sein Vater – der sich zum Zeitpunkt der Geburt auf einer Handelsreise in Frankreich befunden hatte – nach seiner Rückkehr den Rufnamen Francesco („kleiner Franzose“), ein in der Zeit nicht weit verbreiteter, aber nicht unbekannter Name.
Franziskus erhielt eine für einen Bürgerlichen vergleichsweise gute Ausbildung, offenbar weil sein Vater wünschte, dass er als Kaufmann Lesen, Schreiben und Rechnen beherrschen müsse. Daher schickte er seinen Sohn in die Schule der Pfarrei San Giorgio, die vom Kapitel zu San Rufino unterhalten wurde. Dort lernte Franz zumindest Lesen, Schreiben und etwas Latein. Mit vierzehn Jahren wurde Franziskus der Zeit entsprechend volljährig und trat in das Unternehmen seines Vaters als Kaufmann ein. In dieser Funktion war er durchaus erfolgreich und leistete es sich, entsprechend großzügig mit dem Erwerb umzugehen. Was seine Mutter diesbezüglich guthieß, machte die tendenziöse Darstellung seiner Hagiographen zu einem ausschweifenden Lebenswandel des Franziskus, der mit dem Geld seines Vaters seine Altersgenossen bei Festen freihielt und der solchermaßen oft der Mittelpunkt jugendlicher Feiern war.

### Bürger und Kaufmann
Im November 1202 zog Franziskus mit Assisi in einen Krieg gegen die Nachbarstadt Perugia, wobei Assisi unterlag (Gefecht bei Collestrada). Assisi gehörte zum Machtbereich der Staufer und Perugia zu dem der Welfen. Wie andere Kämpfer aus Assisi wurde er daraufhin in Perugia eingekerkert und kam erst Anfang 1204 nach mehr als einem Jahr gegen eine Lösegeldzahlung seines Vaters wieder frei. Sein Jugendtraum, Ritter zu werden, und sein unbekümmertes Leben waren durch das Erleben des Krieges in Frage gestellt worden. Als er freikam, war er laut der ersten Franziskus-Biographie des Thomas von Celano krank und innerlich zutiefst erschüttert.
Als Walter III. von Brienne, ein Lehnsmann des Papstes, 1204 oder 1205 einen Kriegszug nach Apulien in Süditalien vorbereitete, um dort für den Papst die Herrschaft gegen die Staufer wiederzugewinnen, machte Franziskus sich mit Pferd und Rüstung auf den Weg nach Apulien, um sich dem papsttreuen Ritter anzuschließen, kehrte aber noch auf dem Weg dorthin um. Die Legenden erklärten seine Umkehr damit, dass Franziskus sich leicht erkrankt niederlegte und von Gott im Traum aufgerufen worden sei, sich statt in den Dienst eines weltlichen Ritters in den Dienst Gottes zu stellen; so träumte er laut der Dreigefährtenlegende, dass er wie folgt angesprochen worden sei:
„Wer kann dir Besseres geben? Der Herr oder der Knecht?“
Franz antwortete: „Der Herr!“
Darauf die Stimme: „Warum dienst du dem Knecht statt dem Herrn?“
Franz: „Was willst du Herr, das ich tun soll?“
Der Herr: „Kehre zurück in deine Heimat, denn ich will dein Gesicht in geistlicher Weise erfüllen.“
Franziskus zog sich in der folgenden Zeit zunehmend aus seinem Freundeskreis zurück und suchte die Einsamkeit. 1205 oder 1206 unternahm er eine Wallfahrt nach Rom, auf der er der Legende nach mit einem Bettler die Kleidung tauschte, nachdem er Zeuge des Geizes der Reichen gegenüber den bettelnden Armen geworden war. Für den Rest des Tages mischte er sich selbst unter die Bettler und bat in französischer Sprache um Almosen. Sein Verhalten brachte ihn in Konflikt mit seinem Vater, der mit seinem ältesten Sohn große Pläne hatte und es nicht duldete, dass er Waren aus seinem Geschäft als Almosen verschenkte.

### Berufung

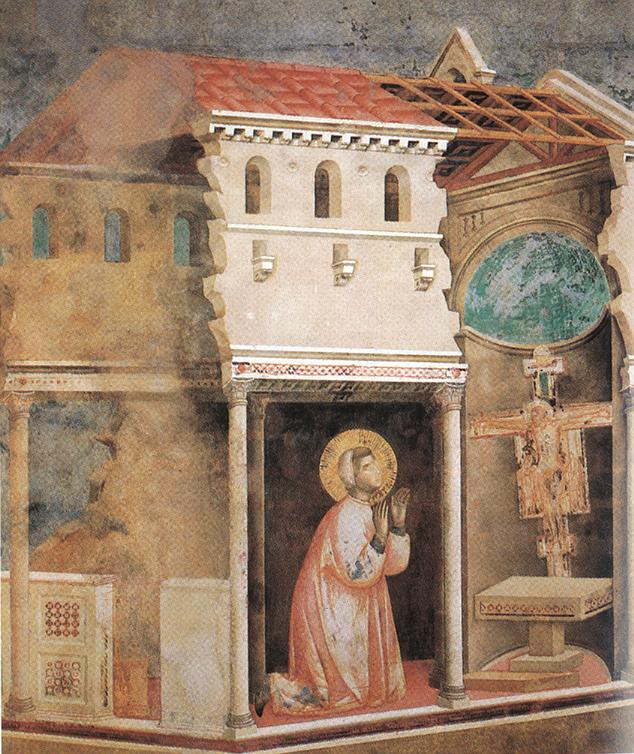
Franziskus sieht sich in einer Vision vom Kreuz her angesprochen (Fresko von Giotto di Bondone, um 1295)

Franziskus gibt seinem Vater die Kleider zurück und verzichtet damit auf seinen Besitz (Fresko von Giotto di Bondone, um 1295)

Beim Gebet in San Damiano, etwa im Sommer 1206, sprach der – erst mit der Dreigefährtenlegende auftretenden und in der zweiten Lebensbeschreibung durch Celano aufgegriffenen – Überlieferung zufolge Christi Stimme vom Kreuz von San Damiano zu Franziskus:

„Franziskus, geh und baue mein Haus wieder auf, das, wie du siehst, ganz und gar in Verfall gerät.“

Auf diese Vision hin erbettelte er Baumaterial und begann nach Aussage seiner Biographen die kleine romanische Kirche eigenhändig wiederherzustellen. Später habe er in gleicher Weise San Pietro della Spina renoviert, eine heute nicht mehr vorhandene Kirche, sowie die etwa drei Kilometer von Assisi entfernte Kapelle Santa Maria degli Angeli, die unter dem Namen Portiuncula bekannt ist.
Für wohltätige Zwecke und für seine baulichen Wiederherstellungsarbeiten an San Damiano nahm Franz Waren und Geld aus dem Geschäft seiner Eltern. Dies führte zu Streit mit seinem Vater, der schließlich vor dem Richterstuhl des örtlichen Bischofs Guido II. einen Prozess gegen seinen Sohn führte. In dieser Gerichtsverhandlung, die im Frühjahr 1207 öffentlich auf dem Domplatz stattfand, entkleidete sich Franziskus vollständig, verzichtete mit dieser Geste auf sein Erbe und sagte sich von seinem Vater los. Seine überlieferte Aussage:

„Bis heute habe ich dich meinen Vater genannt auf dieser Erde; von nun an will ich sagen: ‚Vater, der du bist im Himmel‘.“

Danach begann Franziskus, außerhalb der Stadtmauern als Einsiedler zu leben. Er ging um Essen bettelnd von Haus zu Haus. Seine freiwillige Armut bezeichnete er – in Anspielung auf Vorstellungen des Rittertums und des Minnesangs – als seine „Herrin“. Franziskus hielt sich zum Gebet häufig in den kleinen Kapellen im Umkreis Assisis auf, vor allem in Portiuncula. Er pflegte nach eigenen Angaben die Aussätzigen, die außerhalb der Stadtmauern leben mussten, was auch bei seinen Biographen vermerkt ist. In seinem Testament schrieb er:

„So hat der Herr mir, dem Bruder Franziskus, gegeben, das Leben der Buße zu beginnen: Denn als ich in Sünden war, kam es mir sehr bitter vor, Aussätzige zu sehen. Und der Herr selbst hat mich unter sie geführt, und ich habe ihnen Barmherzigkeit erwiesen. Und da ich fortging von ihnen, wurde mir das, was mir bitter vorkam, in Süßigkeit der Seele und des Leibes verwandelt. (Testament 1–3)“

 In den Biographien und Legenden wird diese Begebenheit hagiographisch überhöht.
Als Franziskus 1208 eines Tages in der kleinen Kirche von Portiuncula die Messe hörte, wurde er auf jene Stelle des Evangeliums nach Matthäus 10,5–14  aufmerksam, die von der Aussendung der Jünger erzählt:

„[…] Umsonst habt ihr empfangen, umsonst sollt ihr geben. Steckt nicht Gold, Silber und Kupfermünzen in euren Gürtel! Nehmt keine Vorratstasche mit auf den Weg, kein zweites Hemd, keine Schuhe, keinen Wanderstab; denn wer arbeitet, ist seines Lohnes wert. Mt 10,8–10 “

Die frühen Quellen berichten, dass Franziskus diese Worte der Evangelien nicht nur im übertragenen Sinne verstanden habe, sondern immer versucht habe, sie zunächst wörtlich und direkt anzuwenden. So sei der Text für ihn eine Aufforderung gewesen, so zu leben und zu wirken wie die zwölf von Jesus ausgeschickten Jünger, die Apostel, nämlich in Armut zu leben und das Evangelium zu verkünden (auch apostolisches Leben genannt oder lat. vita apostolica). Ausgehend vom Evangelium kleidete sich Franziskus von nun an in eine einfache Kutte, die mit einem Strick gehalten wurde, lehnte den Besitz und sogar den Kontakt mit Geld strikt ab und ging nach Möglichkeit barfuß.
Franziskus verstand sich selbst als Büßer. Als solcher ermahnte er seine Mitmenschen, Gott zu lieben und für ihre Sünden Buße zu tun. Durch diese Predigten und seine extreme Lebensweise stieß er bei vielen Menschen auf Spott und Ablehnung, doch etliche andere zog sein Beispiel an, so dass sich ihm im Laufe der Zeit viele Brüder anschlossen.

### Entstehung und Bestätigung seines Ordens
Der Überlieferung zufolge schlossen sich als erste Bernardo di Quintavalle, ein reicher Adeliger aus Assisi, und Pietro Catanii, ein Rechtsgelehrter, Franziskus an. Die Dreigefährtenlegende berichtet, diese drei – Bernardo, Pietro und Francesco – hätten die Bibel durch dreimaliges Aufschlagen nach dem Auftrag befragt, den Gott für sie habe (sogenanntes Bibelstechen). Ihr Lebensprogramm seien die drei so gefundenen Jesusworte gewesen:

„Wenn du vollkommen sein willst, geh, verkauf deinen Besitz und gib ihn den Armen; und du wirst einen Schatz im Himmel haben; und komm, folge mir nach! (Mt 19,21 )“

„Nehmt nichts mit auf den Weg, keinen Wanderstab und keine Vorratstasche, kein Brot, kein Geld und kein zweites Hemd. (Lk 9,3 )“

„Wenn einer hinter mir hergehen will, verleugne er sich selbst, nehme täglich sein Kreuz auf sich und folge mir nach. (Lk 9,23 )“

Franziskus hatte nach eigenen Angaben nicht vor, einen Orden zu gründen. Er schreibt in seinem Testament:

„Und nachdem mir der Herr Brüder gegeben hat, zeigte mir niemand, was ich zu tun hätte, sondern der Höchste selbst hat mir geoffenbart, dass ich nach der Vorschrift des heiligen Evangeliums leben sollte. (Testament 14)“

Die Brüder waren den Biographien zufolge zunächst in einer Hütte in Rivotorto, wenige Kilometer von Assisi entfernt, unten in der Ebene, untergekommen, wo sie aber nicht lange bleiben konnten. Die Quellen geben unterschiedliche Gründe an, nämlich entweder Platzmangel oder den Eigenbedarf des Besitzers. Im Jahr 1208 übergab der Abt der Benediktinerabtei am Monte Subasio den Brüdern das Kirchlein Portiuncula. Thomas von Celano überliefert, Franziskus habe jedoch keinen Grundbesitz haben wollen und darauf bestanden, dass die Brüder eine Art Miete in Form von Fischen an die Benediktiner zahlten. Auf dem Gelände um die Kirche lebten die Brüder in einfachen Hütten aus Reisig.

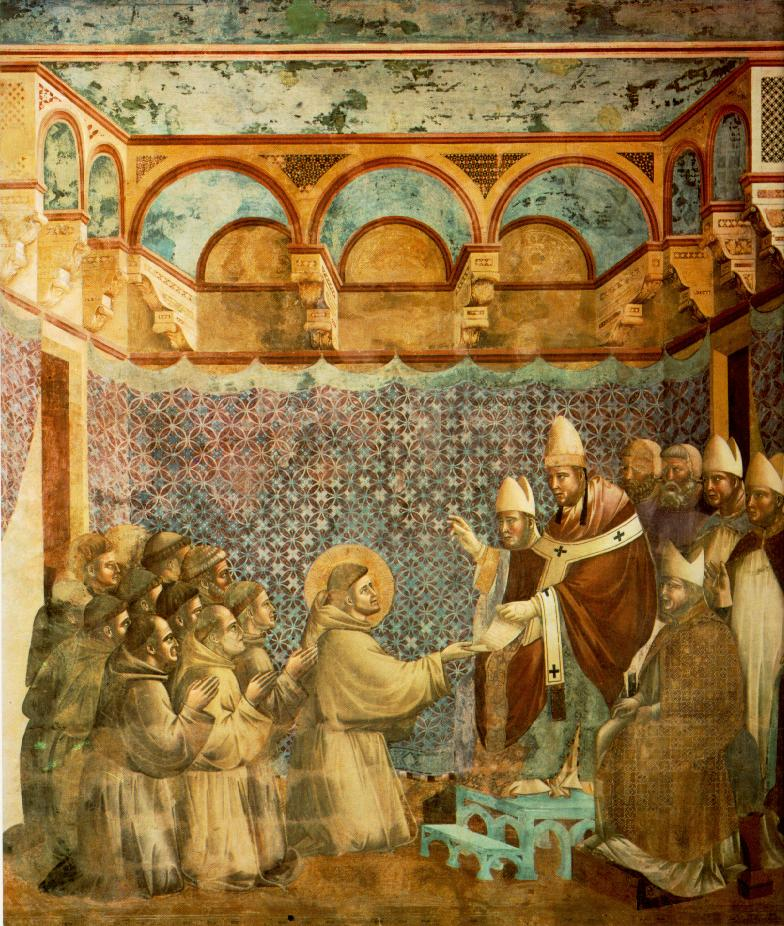
Bestätigung der Regel durch Papst Innozenz III. (Fresko von Giotto di Bondone, um 1295)

Im Jahr 1209 ging Franz mit seinen ersten zwölf Gefährten – die Zahl hat er selbst oder sein Biograph wohl bewusst gewählt, um auf die zwölf Apostel anzuspielen – nach Rom, um von Papst Innozenz III. die Bestätigung der Lebensweise ihrer kleinen Gemeinschaft zu erbitten. Diese war in der Zeit der Ketzerkriege nicht leicht zu erreichen, weil die Gründung neuer Bewegungen von der Kurie mit äußerster Skepsis betrachtet wurde. Die erste Fassung der damals in Rom vorgelegten franziskanischen Regel (in der Literatur Regula primitiva oder Urregel genannt) ist verloren gegangen. Sie stellte vermutlich einen knappen und einfachen, aus Evangelienzitaten zusammengesetzten Leitfaden für ein Leben in Armut dar.
Aus heutiger Sicht vertrat Franz sein Anliegen geschickt, indem er die Brüder als Buß- bzw. Wanderprediger bezeichnete. Die Büßer und Wanderprediger wurden von der Kirche als Stand anerkannt, wohingegen sie die übrigen Gruppierungen der im Hochmittelalter an verschiedenen Orten aufkommenden Armutsbewegung, beispielsweise der Katharer/Albigenser, Waldenser, Humiliaten oder Brüder und Schwestern des freien Geistes, zumindest später als häretisch bekämpfte – und insbesondere die Katharer mit Waffengewalt auslöschen ließ.
Der kleinen Gemeinschaft um Franz gab der Papst im Sommer oder Herbst 1210 zumindest die mündliche und vermutlich probeweise erteilte Erlaubnis, nach ihrer Regel in Armut zu leben und Buße zu predigen. Hierzu trug bei, dass Franz Fürsprecher an der Kurie, also in den päpstlichen Behörden, fand, besonders Kardinal Ugolino von Ostia. Die Dreigefährtenlegende erwähnt, Franz und seine Gefährten hätten in Rom den ihnen wohlgesinnten Bischof von Assisi getroffen, der über den ihm bekannten Kardinal von Sabina (möglicherweise Giovanni I. Colonna alias Giovanni der Ältere) eine wohlwollende Aufnahme beim Papst anbahnte. Allerdings habe auch der Kardinal von Sabina Franz und seine Gefährten nicht ohne Vorbehalte empfangen, sondern ihre Angelegenheit dem Papst erst nach mehrtägigen Befragungen des Ordensgründers empfohlen: Er habe Franz gewarnt, dass seine Ordensregel zu Schwierigkeiten führen werde, und ihn gedrängt, sich lieber einem der bestehenden Orden anzuschließen.
Öffentlich verkündet wurde die päpstliche Anerkennung des Ordens vermutlich erst vor oder während des IV. Laterankonzils im Jahr 1215, denn nach diesem Konzil war die Gründung von Orden auf Grundlage einer nicht approbierten Ordensregel (z. B. die Regel der Benediktiner oder der Augustiner-Kanoniker) untersagt. Ob die Anerkennung schriftlich oder weiterhin mündlich erfolgte, ist nicht bekannt.

### Weitere Lebensstationen
Im Jahr 1219, während des Kreuzzugs von Damiette, reiste Franziskus als Missionar bis Palästina und schloss sich dort dem Kreuzfahrerheer an, das auf dem Weg nach Ägypten war. In der Nähe von Damiette an der Nil-Mündung predigte er im Lager des muslimischen Heeres vor dem Sultan Al-Kamil. Diese Begebenheit ist auch in außerfranziskanischen Quellen belegt, beispielsweise bei dem Kreuzzugs-Chronisten Oliver von Paderborn. Bei dieser Begebenheit verfolgte er drei Ziele: Erstens wollte er den Sultan zum Christentum bekehren, zweitens, wenn nötig, als Märtyrer sterben und drittens Frieden schaffen. Der Sultan schenkte Franziskus zwar ein Signalhorn und war sehr beeindruckt von der Begegnung mit dem Bettelmönch, doch Franziskus konnte die bevorstehende Schlacht nicht verhindern und der Kreuzzug insgesamt wurde fortgeführt.
Seit dieser Reise verschlechterte sich sein Gesundheitszustand zunehmend, vermutlich durch eine Augeninfektion, die er sich im Orient zugezogen hatte. Zudem gab es Probleme innerhalb des rasch wachsenden Ordens: Während Franziskus nicht in Italien war, stiegen die Spannungen in der franziskanischen Gemeinschaft, die bereits in ganz Europa vertreten war. Nach Assisi zurückgekehrt, übertrug Franz 1220 die Leitung des Ordens Petrus Catani. Etwa gleichzeitig diktierte Papst Honorius III. der Bruderschaft eine klar hierarchische, dem Geist des Ordensgründers aber kaum gerecht werdende Ämterverfassung und setzte überdies den Kardinal von Ostia, Ugo dei Conti di Segni, den späteren Papst Gregor IX., als Kardinalprotektor und -korrektor des Ordens ein. Das Verhältnis zwischen Protektor und Ordensgründer beschreibt Thomas von Celano, der erste Franziskus-Biograph, vielsagend: „Der heilige Franziskus hing an dem Kardinal […] wie das einzige Kind an seiner Mutter. Sorglos schlief und ruhte er an seinem liebenden Busen. Gewiß nahm der Kardinal die Stelle des Hirten ein und erfüllte dessen Aufgaben. Den Namen des Hirten aber überließ er dem heiligen Mann…“ Über die Gründe und Motive für diese Maßnahmen und den Amtsverzicht des Franziskus kann nur spekuliert werden. Vermutlich befürworteten nicht alle, welche sich der franziskanischen Bewegung angeschlossen hatten, die strenge Forderung Franzens, die Minderen Brüder müssten besitzlos leben. Außerdem wollten manche der Franziskaner, dass sich ihr Leben nicht allein nach dem Evangelium richte, sondern zusätzlich festen Ordensregeln folgen solle. Auch die 1221 entstandene, stark spirituell ausgerichtete, sogenannte „nichtbullierte Regel“ wurde von vielen Brüdern für unpraktikabel gehalten. Offensichtlich misslang es Franz, die Mehrheit seiner Nachfolger auf dem von ihm gewünschten strengen und grundsatztreuen Kurs zu halten.
Mit der Abgabe der Ordensleitung zog sich Franziskus nach Lage der Quellen innerlich aus der Gemeinschaft zurück, worunter er sehr litt. Er verfasste schließlich auf Anweisung der römischen Kurie 1223 in der Einsiedelei Fonte Colombo widerwillig eine dritte, die letzte Version der franziskanischen Ordensregel. Diese Regel wurde auf dem Pfingstkapitel – so hieß die Ordensversammlung – im Juni 1223 diskutiert, und der auf Innozenz III. folgende Papst Honorius III. genehmigte mit Solet annuere die bullierte Regel am 29. November desselben Jahrs.

### Stigmatisation

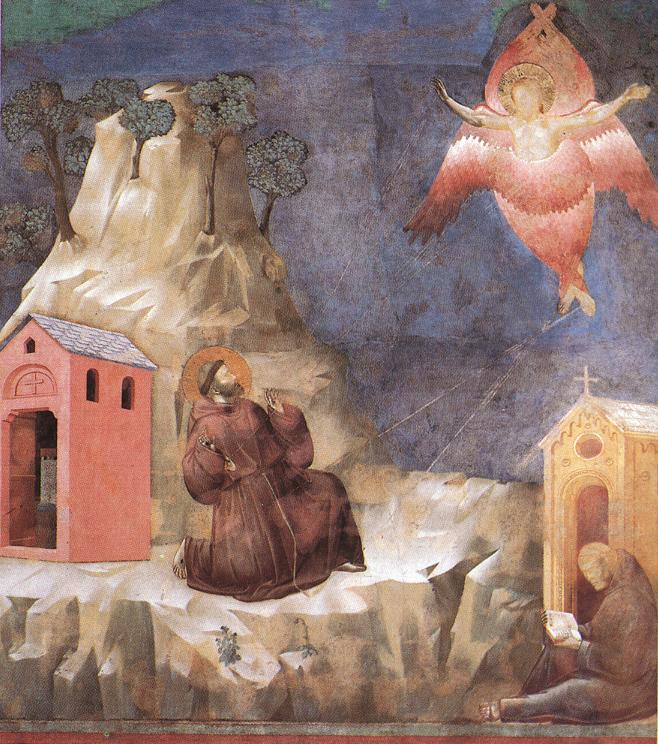
Die Stigmatisation des Franziskus (Fresko von Giotto di Bondone)

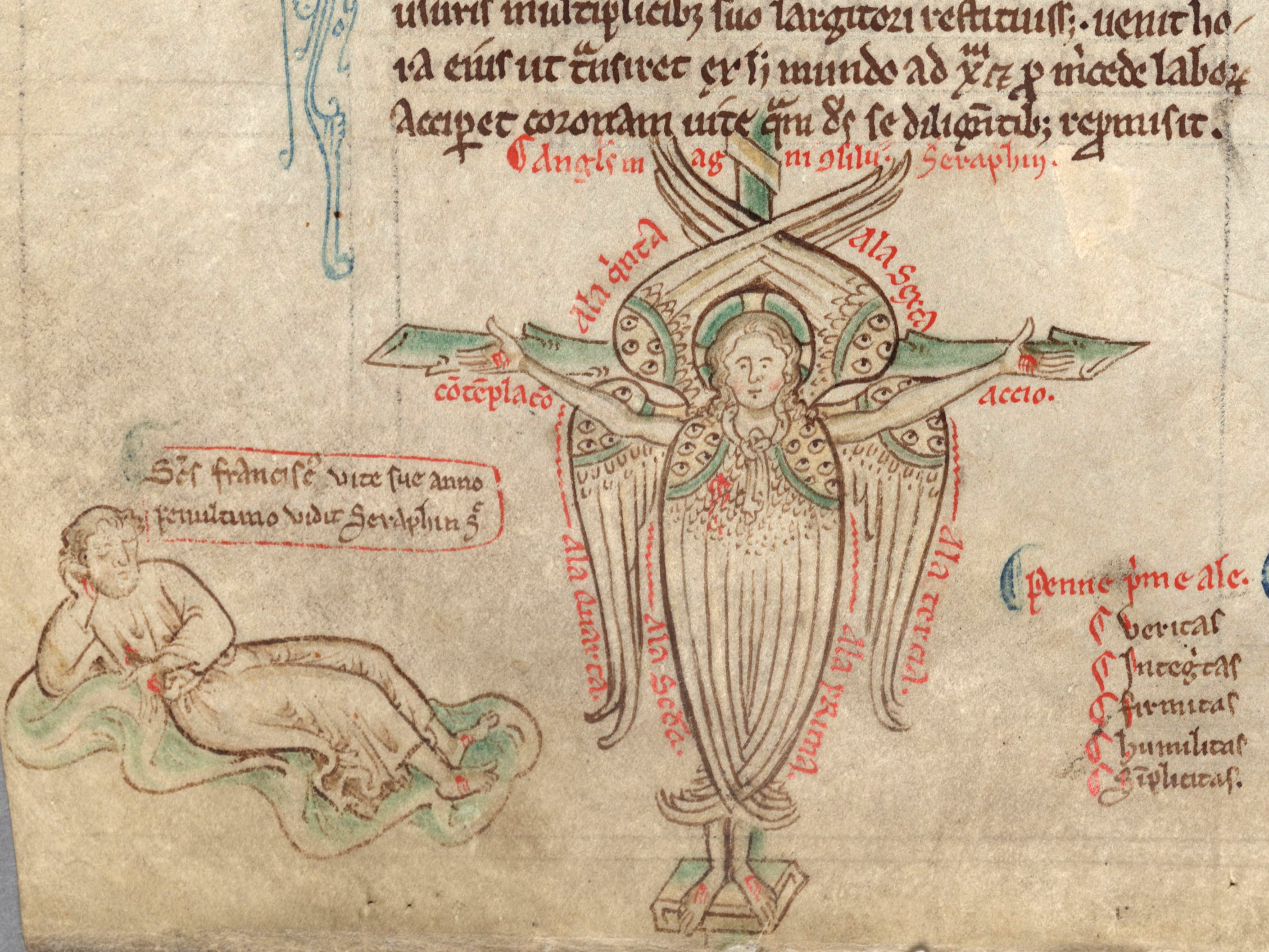
Die Stigmatisation des Franziskus (Matthäus Paris: Chronica maiora, um 1240)

Als sich Franziskus im Spätsommer des Jahres 1224 auf den Berg La Verna zurückzog, wo er seit 1212 eine kleine Felsnische als Einsiedelei benutzte, soll ihm ein am Kreuz hängender Mann, der – einem Seraphen gleich – sechs Flügel gehabt habe, erschienen sein – erst die um 1246 niedergeschriebene Dreigefährtenlegende lässt den Seraphen selbst gekreuzigt sein, was in der um 1230 verfassten Legenda ad usum chori des Thomas von Celano wenigstens als Vision des Franziskus vorbereitet wurde. Über die Deutung dieser Erscheinung sinnierend, seien bei Franziskus nach Aussage der Biographen selbst Wundmale sichtbar geworden, die sie als Einprägung der Wundmale Christi deuteten. Bonaventura nannte die Stigmata des Franziskus in seiner 1260–1262 verfassten – als historisches Zeugnis weitgehend irrelevanten – Legenda major jenes Wunder, „das die Kraft des Kreuzes Jesu zeigt und seinen Ruhm erneut bekräftigt“. Dies gilt als einer der ersten überlieferten Fälle einer Stigmatisation. Als Tag dieses Ereignisses wird in der Dreigefährtenlegende der 14. September 1224 angegeben, der Tag des Festes der Kreuzerhöhung. Die Franziskaner und die Klarissen feiern dieses Ereignis als Eigenfest der Stigmatisierung des hl. Franziskus am 17. September.
Die Historizität dieser Stigmatisation ist nicht nur bezüglich des Zeitpunktes und des Ortes umstritten. So berichtet Elias von Assisi, ein früher Gefährte des Franziskus, in seinem Rundschreiben anlässlich des Todes von Franziskus, dass dieser nicht lange vor seinem Tod die stigmata Christi erhalten haben (non diu ante mortem … apparuit). Rund ein halbes Dutzend zeitgenössischer Berichte – etwa des Roger von Wendover – bringt die Stigmata mit dem Tod oder der Zeit unmittelbar vor dem Tod in Verbindung. Ein Zusammenhang mit dem Aufenthalt auf dem La Verna ist hier noch nicht gegeben und wird erst durch Thomas von Celano hergestellt, der die Stigmatisation somit zwei Jahre vor dem Tod des Franziskus datiert. Die Frage, ob mit den Stigmata ein Wunder und eine besondere Auszeichnung des Franziskus vorliege, war bereits unmittelbar nach dessen Tod umstritten. Papst Gregor IX., der Franziskus 1228 ohne Erwähnung der Stigmata heiligsprach, bekannte zurückblickend, auch er habe zunächst „heimlich im Herzen an der Seitenwunde des Heiligen gezweifelt“. Als er im Traum dann den Stigmatisierten gesehen haben soll, wurde er anderen Sinnes.
Der Journalist Paul Bösch weist im Rahmen einer redaktionsgeschichtlichen Analyse der verschiedenen Überlieferungen darauf hin, dass unter Zweiflern und Opponenten vor allem Dominikaner und Weltpriester gewesen seien. Er führt dies unter anderem auf Konkurrenz unter den Bettelorden beziehungsweise zwischen Ordens- und weltlichem Klerus zurück. Zugleich sei eine prinzipielle Ablehnung derartiger Hervorhebungen einzelner Menschen, die in einer Angleichung an Jesus Christus gipfelten, weit verbreitet gewesen. Zwischen 1237 und 1291 wurden von Gregor IX., vor allem aber von Alexander IV., Nikolaus III. und Nikolaus IV. neun päpstliche Dokumente erlassen, die den Glauben der Kirche an die Stigmatisation des Heiligen bekräftigen sollten. Alexander IV. drohte Leugnern mit Amtsenthebung und Exkommunikation; Kirchenstrafen wurden 1291 und 1361 auch tatsächlich verhängt. Gleichwohl wurden die Stigmata als Ergebnis eines Sturzes oder einer Krankheit gedeutet. Martin Luther vermutete, Franziskus habe sie sich selbst beigebracht. Dem schließen sich moderne wissenschaftliche Deutungen an, sofern sie das damit einhergehende Wunder nicht wie Karl Hampe gänzlich als Legende einstufen, indem sie die Stigmata als Ergebnis lepröser oder sonstiger Erkrankungen oder – möglicherweise in einem ekstatischen Zustand – als selbst beigebracht beurteilen.

### Tod und unmittelbare Nachwirkung

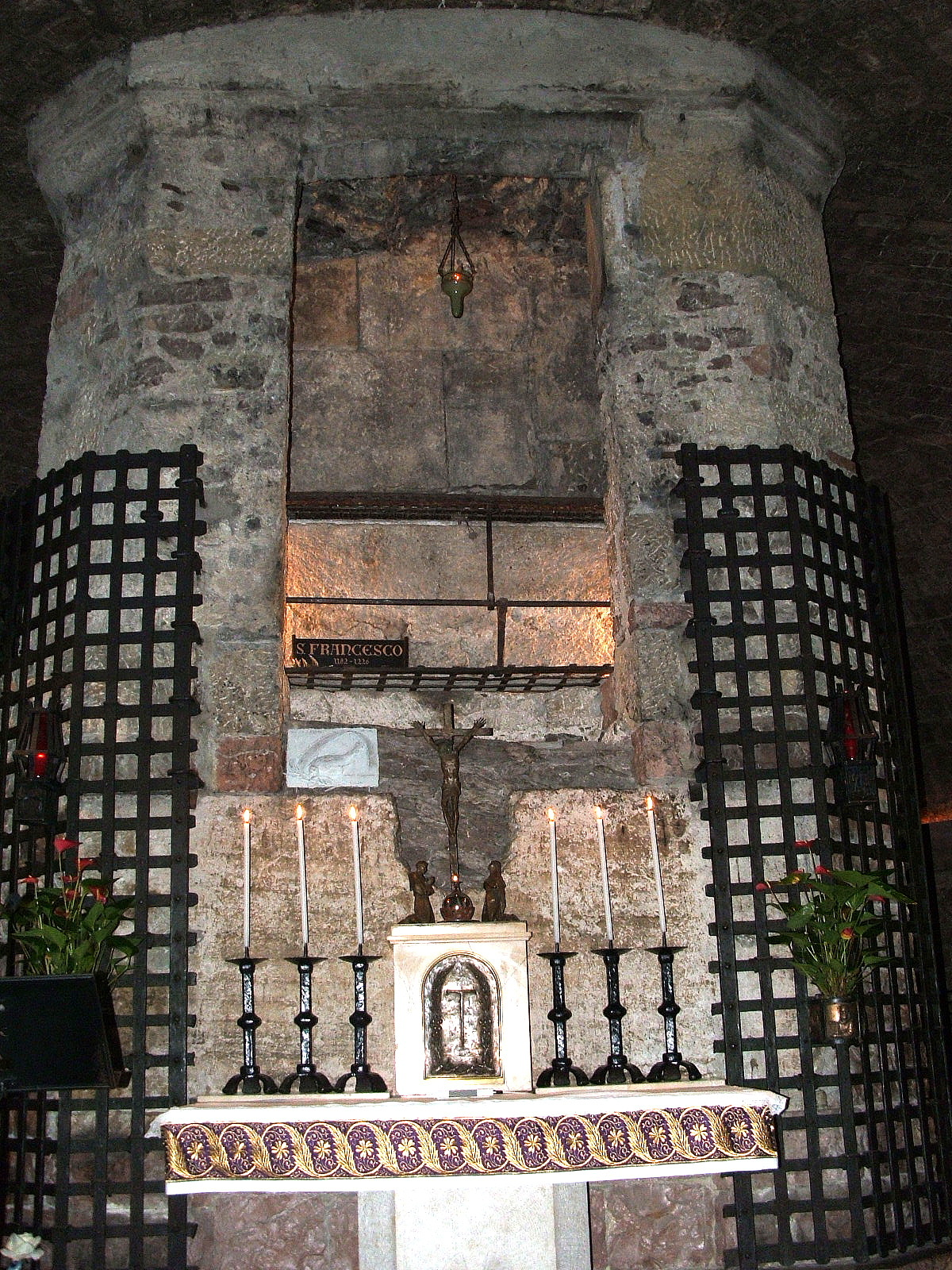
Grab des Franz von Assisi in der Basilika San Francesco in Assisi

Seit seinem Orientaufenthalt war Franziskus durch eine Augenkrankheit nach und nach erblindet, außerdem – vermutlich durch sein Fasten – magenkrank und stark geschwächt. Im Herbst 1226 lud der Bischof von Assisi ihn in seinen Palast ein. Zwei Tage vor seinem Tod ließ Franziskus sich jedoch „eilends“ aus der Stadt heraus zur Portiuncula-Kirche tragen. Seine Beweggründe werden von Celano so interpretiert, dass er an seinem bevorzugten Ort sterben wollte, wo die Bewegung der Brüder ihren Anfang genommen hatte. Wahrscheinlich wünschte er auch, dort begraben zu werden. Celano überliefert, die Bürger von Assisi hätten seinen Leichnam jedoch unmittelbar nach seinem Tod nach Assisi hineintragen lassen, da sie befürchteten, dass sich die Bürger des benachbarten und verfeindeten Perugia seines Leichnams bemächtigen würden. Weil Franziskus schon zu Lebzeiten als Heiliger galt, erwartete der Magistrat der Stadt Assisi aus seiner öffentlichen Verehrung auch politisches Renommee für die Stadt und wirtschaftlichen Nutzen, zum Beispiel durch Pilgerreisen.

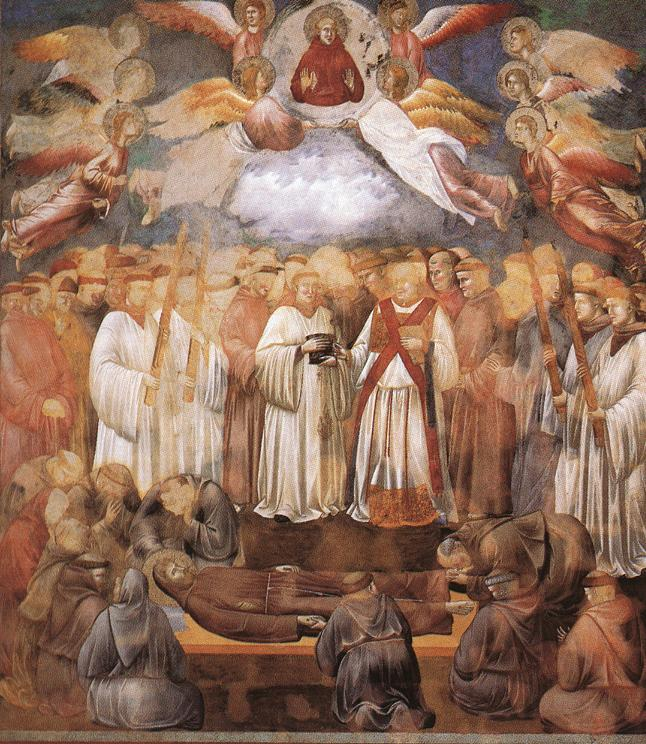
Der Tod des Franziskus (Fresko von Giotto di Bondone)

Die Überlieferung berichtet, Franziskus habe sich gewünscht, nackt auf die Erde gelegt zu werden, um seine Treue zur „Herrin Armut“ zu verdeutlichen. Er sei danach mit einem von einem Bruder geliehenen Gewand bekleidet worden. Auf seinen Wunsch hin sei der von ihm gedichtete Sonnengesang gesungen worden. Dann habe er sich das Evangelium von Jesu Leiden und Sterben vorlesen lassen. Bei seinem Tod schließlich sollen der Legende nach Lerchen zu einer für sie ungewöhnlichen Tageszeit aufgeflogen sein.
Im Testament, das er hinterlassen hat, bekräftigt Franziskus noch einmal, was der Inhalt seines Lebensentwurfs war: seinen Gehorsam gegenüber der Kirche, dass er aber auch ohne jeden Mittler, allein durch eine unmittelbare Offenbarung Gottes dazu gekommen sei, gemäß dem Evangelium zu leben, und dass sein absoluter Verzicht auf jede Form von materiellem und geistigem Besitz verbindlich sei und von niemandem gemindert werden dürfe. Dieses Testament, so sein Wille, solle ohne jede Veränderung oder Interpretation neben der Ordensregel bei allen zukünftigen Ordensversammlungen „bis ans Ende“ verlesen werden.

## Heiligsprechung
Schon am 16. Juli 1228 wurde Franziskus von Papst Gregor IX. heiliggesprochen. Der älteste Bericht über die Feierlichkeiten mutet indessen eher wie eine Heiligsprechung des Papstes an, während die konkrete Persönlichkeit des armen Bruders Franz zur Marginalie wurde. Der unbequeme Lebensentwurf des Franziskus kam in dem Bericht so gut wie nicht zur Sprache. So nimmt es auch nicht wunder, dass dieser Heiligsprechung zwei Jahre später die päpstliche Bulle Quo elongati folgte, in der Gregor IX., der einstige Protektor des Lebenswerkes des Franziskus, dem Testament des Heiligen die Rechtsverbindlichkeit für den Orden abspricht. Dem entsprach die Beisetzung: Franziskus wurde nicht in der Santa Maria degli Angeli in Portiuncula bestattet, vielmehr ruhen seine Gebeine seit 1230 in einem Steinsarg in der Grabkammer der Unterkirche der Basilika San Francesco in Assisi.

## Werk

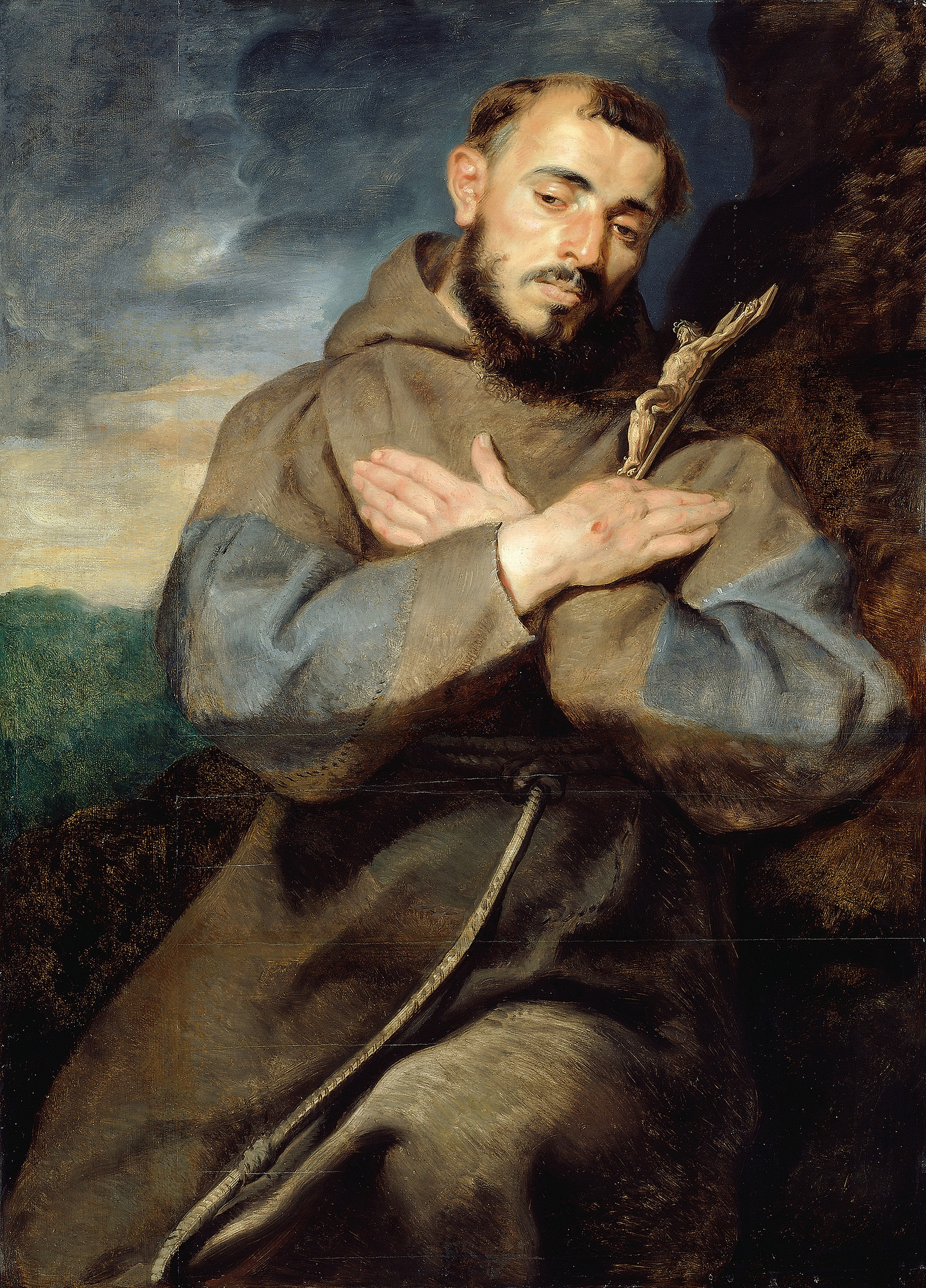
Peter Paul Rubens, Der heilige Franziskus mit Kreuz

Franziskus hat viele eigene Werke hinterlassen, obwohl er sich selbst als idiota (im Sinne von ungebildet) bezeichnete; dieser Topos der Bescheidenheit war im Mittelalter allgemein üblich. Franziskus verfasste seine Texte auf Altitalienisch oder in ungelenkem Latein, das er von einem Schreiber korrigieren ließ.
Er hinterließ zahlreiche Gebete und Gesänge (Laudi), unter anderem den berühmten Sonnengesang. Es sind hauptsächlich Loblieder und Anbetungstexte. Dabei wurde Franziskus, der in seiner Jugend dem Ritterideal nacheiferte, in Liedform und Wortwahl vom Minnelied inspiriert. Daneben stellte Franz aus Bibelzitaten ein Offizium für das Stundengebet seiner Brüder zusammen, bei dem er in freier Assoziation Verse aus den Propheten (vor allem Jesaja) und den Psalmen, aber auch aus dem Neuen Testament kombinierte. Neben den Lobgesängen und Gebeten sind von ihm auch Briefe erhalten, einige davon jedoch nur als Entwurf oder Diktat.
Das einzige erhaltene Autograph stellt das Schriftstück für Bruder Leo dar, das im Sacro Convento in Assisi aufbewahrt wird. Es enthält auf der Vorderseite den Segen für Bruder Leo und auf der Rückseite Notizen des Bruders zur Entstehung dieses Schriftstücks. Bruder Leo bewahrte dieses Pergament der Überlieferung nach zeit seines Lebens eingenäht in seinen Habit.
Die verschiedenen aufeinander folgenden Regeltexte stellte Franziskus mit großer Wahrscheinlichkeit allein zusammen. Neben der verloren gegangenen Urregel verfasste er 1221 die ausführlichere Nichtbullierte Regel und etwas später die 1223 approbierte Bullierte Regel. Außerdem schrieb er spezielle Anweisungen für die Einsiedeleien nieder sowie weitere Mahnungen und Richtlinien für die Brüder und auch für die Schwestern der heiligen Klara von Assisi.
In seinem geistlichen Testament, das im Frühjahr 1226 in Siena entstand, versuchte Franziskus, seinen Brüdern nochmals den ursprünglichen evangelischen Geist in Erinnerung zu rufen. Es sollte nach seinem Willen bei allen zukünftigen Ordensversammlungen neben der Ordensregel verlesen werden. Papst Gregor IX. sprach ihm indessen 1230, zwei Jahre nach der Heiligsprechung, mit der Bulle Quo elongati jede Rechtsverbindlichkeit für den Orden ab.
Kajetan Eßer hat in intensiven Studien vor allem in den 1960er- und 1970er-Jahren die echten Schriften des Franz von Assisi von den ihm nur zugeschriebenen unterschieden. So findet sich beispielsweise das sogenannte Gebet des heiligen Franziskus („O Herr, mach mich zum Werkzeug deines Friedens!“) nicht in den Schriften des Heiligen, es wird ihm lediglich zugeschrieben und entstand wahrscheinlich erst im 20. Jahrhundert.
In der folgenden Liste sind die von der Forschung mittlerweile anerkannten echten Schriften mit dem Titel, den Eßer ihnen gab, aufgelistet:
| Gebetstexte und Meditationen |  | Briefe |
| - Aufforderung zum Lobe Gottes - Erklärung zum Vaterunser - Gebet vor dem Kreuzbild von San Damiano - Gruß an die selige Jungfrau Maria - Gruß an die Tugenden - Offizium vom Leiden des Herrn - Preisgebet zu allen Horen - Schriftstück für Bruder Leo (Lobpreis Gottes, Segen für Bruder Leo) - Sonnengesang - Kreuzgebet |  | - Brief an den heiligen Antonius - Brief an die Gläubigen I und II - Brief an die Kleriker I und II - Brief an die Kustoden I und II - Brief an die Lenker der Völker - Brief an Bruder Leo - Brief an einen Minister - Brief an den gesamten Orden                                |
| |  | |
| Regeltexte und Mahnungen an die Brüder und Schwestern |  | Diktate und Entwürfe |
| - Ermahnungen - Lebensform für die heilige Klara - Mahnlied für die Schwestern der heiligen Klara - Nicht bullierte Regel - Fragmente einer anderen Form der nicht bullierten Regel - Bullierte Regel - Regel für Einsiedeleien - Testament - Vermächtnis für die heilige Klara                                              |  | - Brief an die Bürger von Bologna - Brief an die Brüder in Frankreich - Brief an Herrin Jakoba - Brief an die heilige Klara über das Fasten - Die wahre und vollkommene Freude - Segen für Bruder Bernhard - Segen für die heilige Klara und ihre Schwestern - Testament von Siena |

## Frühe „Biographien“ und Hagiographie
Hinsichtlich des Quellenumfangs zu Leben und Wirken gehört Franziskus zu den am besten dokumentierten Persönlichkeiten des Mittelalters. Im ersten Jahrhundert nach seinem Tod traten neben die von ihm selbst verfassten Schriften zahlreiche Lebensdarstellungen, die allerdings zumeist von Kirchen- oder Ordensleitung beauftragt wurden. Entsprechend äußert sich ihr rein hagiographischer Charakter im Entwurf eines bestimmten Franziskusbildes, das beispielsweise auch das sich wandelnde Selbstbildnis des Ordens widerspiegelt. Neben diesen offiziellen Biographien haben sich einige nicht-offizielle Überlieferungen und Traditionen erhalten, die Erinnerungen aus dem direkten Umfeld des Franziskus bewahren und wichtige zusätzliche Informationen zu dessen Charakter und Leben liefern.
Abhängigkeiten der verschiedenen Überlieferungen untereinander, ihr historischer Wert sowie ihre Vertrauenswürdigkeit werden als „Franziskanische Frage“ in der nicht abgeschlossenen Forschungsdiskussion zum Leben des Heiligen begrifflich zusammengefasst. Wertung und Erschließung der frühen Quellen zum Leben des Franziskus werden durch eine ihnen eigene, von Helmut Feld „verdeckte Mitteilung“ genannte literarische Technik erschwert.

### Thomas von Celano
Die älteste erhaltene Lebensbeschreibung des Franz von Assisi wurde von Thomas von Celano (1190–1260) verfasst, der nach eigener Aussage aufschrieb, was er „aus seinem eigenen Munde gehört und von glaubwürdigen und zuverlässigen Zeugen erfahren habe“. Er schrieb sein erstes Werk (vita prima, abgekürzt 1 Cel) im Auftrag Papst Gregors IX. in den Jahren 1228 bis 1229. Mit der Legenda ad usum chori („Legende für den Chorgebrauch“, 4 Cel) schuf Celano wohl um 1230 eine kurze Fassung seiner ersten Franziskus-Biographie. Sie bot in komprimierter Form die wichtigsten Informationen zum Leben des Heiligen, enthielt eine genaue Datierung seines Todes und informierte über die Grundsteinlegung einer neuen Grabeskirche.
1246–1247 schrieb er eine zweite Lebensbeschreibung (abgekürzt 2 Cel) – diesmal im Auftrag der franziskanischen Ordensleitung. Gleichzeitig mit dem Auftrag für diese neue Biografie „erging der Aufruf an die Minderbrüder, alle bisher nur mündlich überlieferten Franz-Geschichten zu sammeln, niederzuschreiben und dem Celano zur Verfügung zu stellen.“ Auf das daraufhin zusammengetragene Material griff Celano in seiner zweiten Biografie zurück. Schließlich verfasste er 1250–1252 die „Abhandlung über die Wunder des heiligen Franziskus“, eine Sammlung von Wundergeschichten (Tractatus de miraculis S. Francisci, 3 Cel).

### Gefährtentradition
Ein Teil des Materials, auf das Celano in seiner zweiten Biographie zurückgriff, stammte aus der wohl um 1246 – die Datierung ist umstritten – entstandenen Dreigefährtenlegende (abgekürzt Leg3Soc). Ihren Namen erhielt sie aufgrund eines Begleitschreibens an den Generalminister des Ordens, Crescentius von Jesi († 1263), vom 11. August 1246, das zusammen mit der Legende überliefert ist. Dieses Schreiben wurde von den drei Ordensbrüdern Leo von Assisi, Rufinus und Angelo angefertigt und bezieht sich auf dem Orden übermittelte Erinnerungen an Franziskus.
Direkt mit Leo von Assisi als Autor in Verbindung gebracht wurden zwei kleinere Schriften – Intentio Regulae und Verba s. Francisci –, die um die Mitte des 13. Jahrhunderts verfasst wurden, wenn auch die Frage der Autorenschaft ungeklärt ist. Insgesamt stellen sie sich in die Tradition der Gefährtenlegende.

### Bonaventura
Der zweite offizielle Biograph des Heiligen war der fünf Jahre vor dem Tod des Franziskus geborene Bonaventura (1221–1274), einer der bedeutendsten Gelehrten seiner Zeit, der ab 1257 Generalminister des Ordens war und dem an einem bestimmten Franziskusbild gelegen war. Die Streitigkeiten innerhalb des Ordens um die richtige Armutspraxis und die Strenge der Ordensregel sollte durch eine einheitliche und verbindliche Biographie behoben werden. Darum ordnete das Generalkapitel der Franziskaner unter der Leitung Bonaventuras 1266 in Paris schließlich die Vernichtung aller vorherigen Franziskus-Biographien an. Die absolute Vernichtung gelang zwar nicht, die Zensur hatte aber immerhin zum Erfolg, dass die erste Franziskus-Biografie des Celano erst 1768 gedruckt erschien, seine zweite erst 1880. Bonaventura verfasste die Legenda major 1260–1262. Gleichzeitig schrieb er eine gekürzte Fassung, die Legenda minor, die für die Lesung im Chorgebet der Brüder bestimmt war. Die Legenda verwendet alle früheren Biographien als Quellen, dazu kommen einige wenige Augenzeugenberichte von Brüdern. Die Sondertraditionen der früheren Legenden ließ Bonaventura jedoch aus. Das Urteil über die Franziskusbiografien des Bonaventura ist teilweise vernichtend, so nennt Adolf Holl sie „stark geglättet“ und urteilt in seiner 1979 erschienenen Franz-Biografie schließlich: „Die Bonaventura-Biographie, jahrhundertelang die einzige offiziell zugelassene, ist historisch wertlos. Sie bringt gegenüber den älteren Quellen wenig neues Material und unterschlägt so ziemlich alles, was Franz interessant macht.“
Im Anschluss an Bonaventura verfasste Bernhard de Bessa, nach Helmut Feld „Sekretär Bonaventuras“, die Schrift Liber de laudibus beati Francisci. Sie wird teils als Kompilation, teils als Erbauungsschrift eingeordnet. Sie ist möglicherweise nach dem Aufruf des Generalkapitels im Jahre 1276, dem Wirken des Franziskus nachzuforschen, entstanden, und es werden ihr daher auch programmatische Gesichtspunkte zugesprochen.

### Weitere Legenden
Weitere, teils unabhängige legendenhafte Darstellungen des Franziskuslebens sind die um 1310 entstandene Legenda Perusina (auch Compilatio Assisiensis genannt) sowie das um 1318 entstandene und in zwei unterschiedlichen Versionen vorliegende Speculum perfectionis. Beiden wird, trotz ihrer späten Entstehung, ein hoher Grad an historischer Zuverlässigkeit bescheinigt.
Die Legenda Perusina (LegPer) stellt hierbei weniger eine geschlossene Legendenfassung als vielmehr eine Kompilation frühen Quellenmaterials dar. Die umfassendere Überlieferung des Speculum perfectionis (SpecPerf) wurde von ihrem ersten Herausgeber Paul Sabatier als älteste Franziskuslegende eingestuft. Eine Neuedition zeigte hingegen den Einfluss des Ubertinus de Casale, eines Vertreters der Spiritualen innerhalb des Franziskanerordens auf, weswegen sie in das 14. Jahrhundert datiert wird. Demgegenüber ist das Speculum perfectionis minus ausgeprägt kompilatorischen Charakters und schöpft vor allem aus der Legenda Perusina. Während das Speculum perfectionis thematisch geordnet ist, fehlt dem nach seinem ersten Herausgeber Leonhard Lemmens auch Speculum perfectionis Lemmens genannten Speculum perfectionis minus diese gliedernde Gestaltung. Dies könnte ein Hinweis auf dessen frühere Entstehung sein, was schon Leonhard Lemmens vermutete. Auch diesem kleineren Speculum perfectionis eignet ein programmatischer Charakter, der vor allem in der ausführlichen Diskussion des Armutsideals sich niederschlägt.
Unbestimmter Zeitstellung ist die Schrift Sacrum commercium sancti Francisci cum domina Paupertate („Bund des heiligen Franziskus mit der Herrin Armut“). Die Datierungen reichen hierbei vom Jahr 1227, wie es manche – allerdings derselben Familie angehörende – Handschriften überliefern, bis über das ausgehende 13. Jahrhundert hinaus. Das bisweilen als Mysterienspiel angesprochene Sacrum commercium hebt die Bedeutung echter, und das heißt im Sinne des Ordens freiwilliger Armut hervor, die auch der Abgrenzung des Ordens vom Rest der Welt dienen sollte.
Um 1330/1340 entstanden die Actus beati Francisci et sociorum eius. Als ihr Autor gilt Hugolino von Montegiorgio. Enthalten sind vor allem Berichte von Wundern und Visionen, die in einzelnen Episoden aus dem Leben des Franziskus geboten werden und den Actus ein kompilatorisches Gepräge geben. Erstmals wird hier Franziskus als alter Christus angesprochen. Eine besondere Bedeutung kommt diesen Actus hinsichtlich ihres Einflusses auf das italienische Franziskusbild zu, denn sie bildeten die Grundlage für die in Italien weit verbreiteten Fioretti di San Francesco („Blümlein des heiligen Franziskus“) – eine im späten 14. Jahrhundert angefertigte Übersetzung, die sich allerdings nicht streng an ihre Vorlage hält, sondern Episoden umstrukturiert und manches weglässt, anderes aber – wie die Ausführungen zur Stigmatisation des Franziskus – hinzufügt.
Etwa Anfang des 14. Jahrhunderts entstand mit den Actus beati Francisci in Valle Reatina eine weitere Kompilation zum Leben des Franziskus. Sie waren vor allem den Ereignissen gewidmet, die sich auf dem Territorium der Stadt Rieti abspielten, und nahmen entsprechende Bezüge auf. Von wenigen Einzelaspekten abgesehen, bieten die Actus keine gegenüber älteren Darstellungen hinausgehende Informationen für das Leben des Heiligen.
Um 1385–1390 verfasste Bartholomäus von Pisa seinen Liber de conformitate vitae beati Francisci ad vitam Domini nostri Jesu Christi („Über die Gleichförmigkeit des Lebens des seligen Franziskus mit dem Leben des Herrn Jesus“). Der Titel war Programm und sollte die Einzigartigkeit des Franziskus propagieren. Im Jahr 1390 wurde es vom Generalkapitel des Ordens anerkannt. Das führte in der Folge, spätestens mit dem Auftreten reformatorischer Bestrebungen, zu erhitzten Reaktionen. So schrieb Luther das Vorwort zu einer Übersetzung des Erasmus Alberus, in der es als Alcoran der Minderbrüder betitelt wurde.

## Wirkung

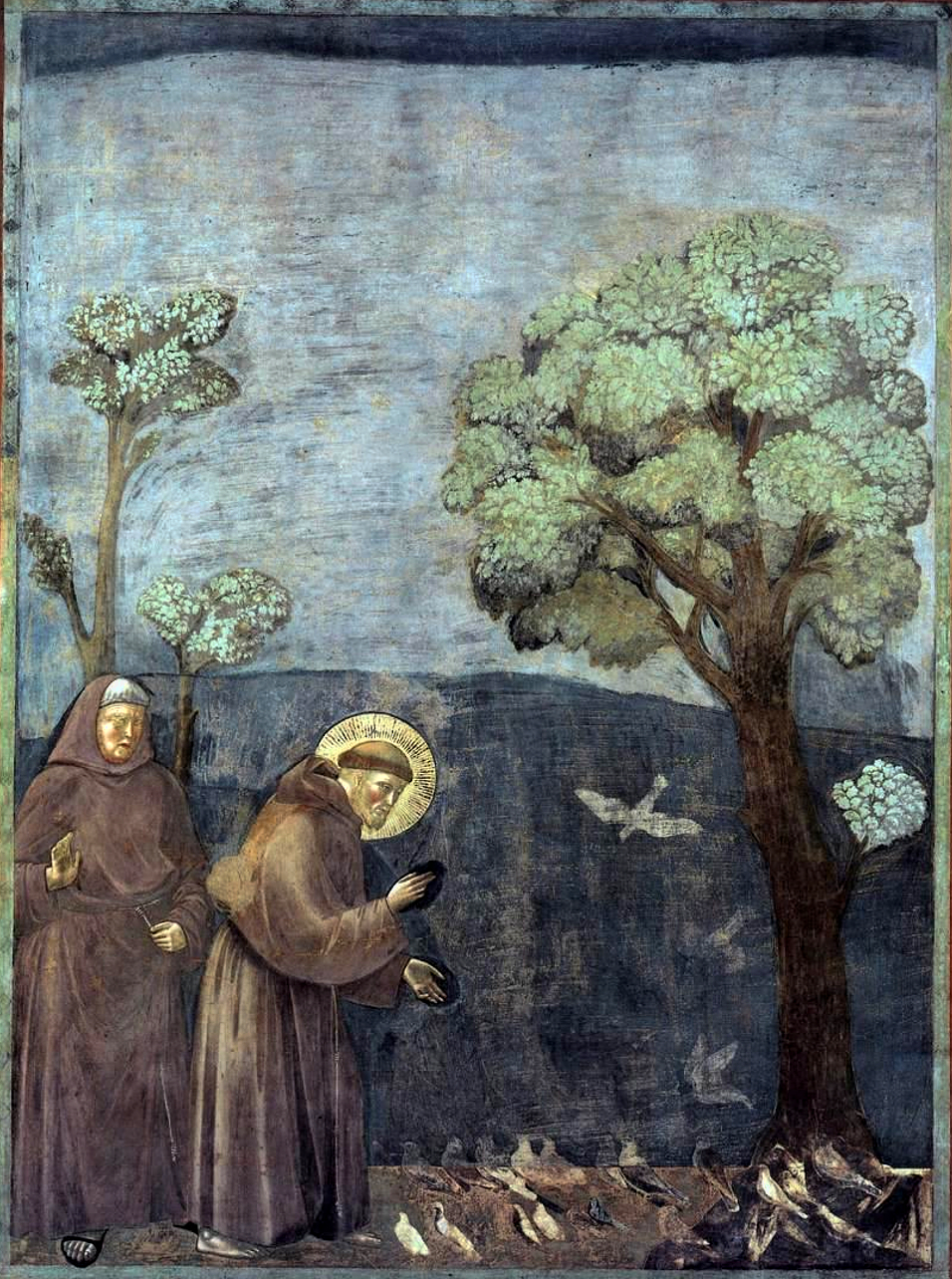
Franziskus’ Vogelpredigt auf einem Fresko von Giotto di Bondone (um 1295)

Der von Franziskus gegründete Orden breitete sich binnen weniger Jahre in ganz Europa aus, im Heiligen Römischen Reich etwa bis zur Ostsee, wo bereits 1230 eine Niederlassung in Riga gegründet wurde. Die im 13. Jahrhundert expandierenden Städte in Mitteleuropa waren offen für die Zuwanderung armer, aber arbeitsfähiger Menschen. Die Lebensweise der neuen, päpstlich anerkannten Wanderprediger ohne Klaustrum, also ohne fest umgrenzten Klosterbezirk, bot offenbar überzeugende soziale und geistliche Lösungen. Die Weigerung der Franziskaner, Besitz, Macht über andere und sozialen Aufstieg anzustreben, waren Ursachen für ihre große Verbreitung und Popularität, genauso wie ihre Zuwendung zu den Armen und Ausgegrenzten. In Speyer wohnten sie nach Angabe des Chronisten Jordan von Giano „außerhalb der Mauern bei den Aussätzigen“. Die Minderbrüder stellten eine „vom Evangelium Jesu Christi her gelebte Alternative zur herrschenden Wirtschaft und Gesellschaft, ja zur damals herrschenden Mentalität, Kultur und Religiösität“ dar und waren deshalb erfolgreich. Von Vorteil war, dass die Franziskaner an vielen Orten von den Fürsten und Stadtoberen gefördert und zur Klostergründung ermuntert wurden.

### Orden und geistliche Gemeinschaften
Im Laufe der Jahrhunderte orientierten sich zahlreiche franziskanische Orden an Franziskus und seiner spirituellen Gefährtin Klara von Assisi. Überhaupt gingen aus der Armutsbewegung des Mittelalters viele kleine geistliche Gemeinschaften hervor, etwa die Beginen (die aufgrund ihrer vermuteten Nähe zu Ketzern teilweise mit Argwohn betrachtet und später verboten wurden); viele dieser Gemeinschaften schlossen sich, um einem Verbot zu entgehen, der franziskanischen Regel an, weil diese ihrem Selbstverständnis am ehesten entsprach. Als sich im 19. Jahrhundert neue Ordensgemeinschaften der wachsenden sozialen Not annahmen, wurden Dritte Orden wie der Ordo Franciscanus Saecularis (bis 2012 Franziskanische Gemeinschaft) besonders wichtig. Mit ihren zusammengerechnet Zehntausenden von Mitgliedern stellt die franziskanische Ordensfamilie die größte Ordensbewegung der römisch-katholischen Kirche dar.

### Lebende Krippe
Franziskus hat der Überlieferung nach 1223 in Greccio das erste Mal das Weihnachtsevangelium in Form einer lebenden Krippe darstellen lassen. Dass die heilige Messe in Anwesenheit von Tieren und in einer Stallhöhle über einer echten Krippe gefeiert wurde, zeigt den Sinn des Franziskus für Anschaulichkeit und Theatralik. Dies war als Abwandlung der im Mittelalter verbreiteten Mysterienspiele eine Neuerung, die in vereinfachter Form (beispielsweise durch bildliche oder figürliche Darstellungen) in die Andachtsübungen vieler Klöster übernommen wurde. Jahrhundertelang dienten Krippendarstellungen den Franziskanern wie auch den Jesuiten als anschauliches Material für die Katechese. Der Brauch, an Weihnachten eine Krippe aufzustellen, hat sich inzwischen über die ganze Welt verbreitet.

### Geschwisterliches Verhältnis zur Schöpfung
Die Einfachheit in der Lebensführung und das geschwisterliche Verhältnis zur Schöpfung, das Franziskus im Sonnengesang zum Ausdruck brachte, begründen bis heute seine Vorbildfunktion in Fragen des Mensch-Natur-Verhältnisses. Vertreter der ökologischen Bewegung und Kritiker der anthropozentrischen Ausrichtung christlicher Soziallehre sahen in Franziskus daher den Idealtyp einer beispielhaften Beziehung zwischen Mensch und Natur. Der Befreiungstheologe Leonardo Boff wertete Franziskus als „westlichen Archetyp des ökologischen Menschen“, in dem sich die „Summe aller ökologischen Kardinaltugenden“ verwirkliche. 1979 wurde der heilige Franziskus daher von Papst Johannes Paul II. zum Patron des Umweltschutzes und der Ökologie ernannt. In der Proklamationsurkunde Inter Sanctos verwies der Papst auf die große Wertschätzung, die Franziskus der belebten und unbelebten Natur entgegengebracht und aus der heraus er Mond und Gestirne, Feuer, Wasser, Luft und Erde als „Geschwister“ wahrgenommen habe. Papst Franziskus wählte die Anfangsworte des Sonnengesangs von Franz von Assisi 2015 zum Incipit seiner Enzyklika Laudato si’. Bereits 1939 war Franziskus von Papst Pius XII. zum Schutzpatron Italiens bestimmt worden. Zugleich ist Franziskus Patron der Tierärzte. Die Stadt San Francisco ist nach ihm benannt.

### Poverello (der kleine Arme) und Pater Seraphicus
In der frühen Literatur wird Franziskus oft Poverello („der kleine Arme“) genannt. Die Biographien nennen ihn gelegentlich auch Seraphicus oder Pater seraphicus (seraphischer Vater); diese Beinamen spielen darauf an, dass Franz der Überlieferung zufolge einen sechsflügeligen Engel, einen Seraphen, sah, als er stigmatisiert wurde.

## Rezeption

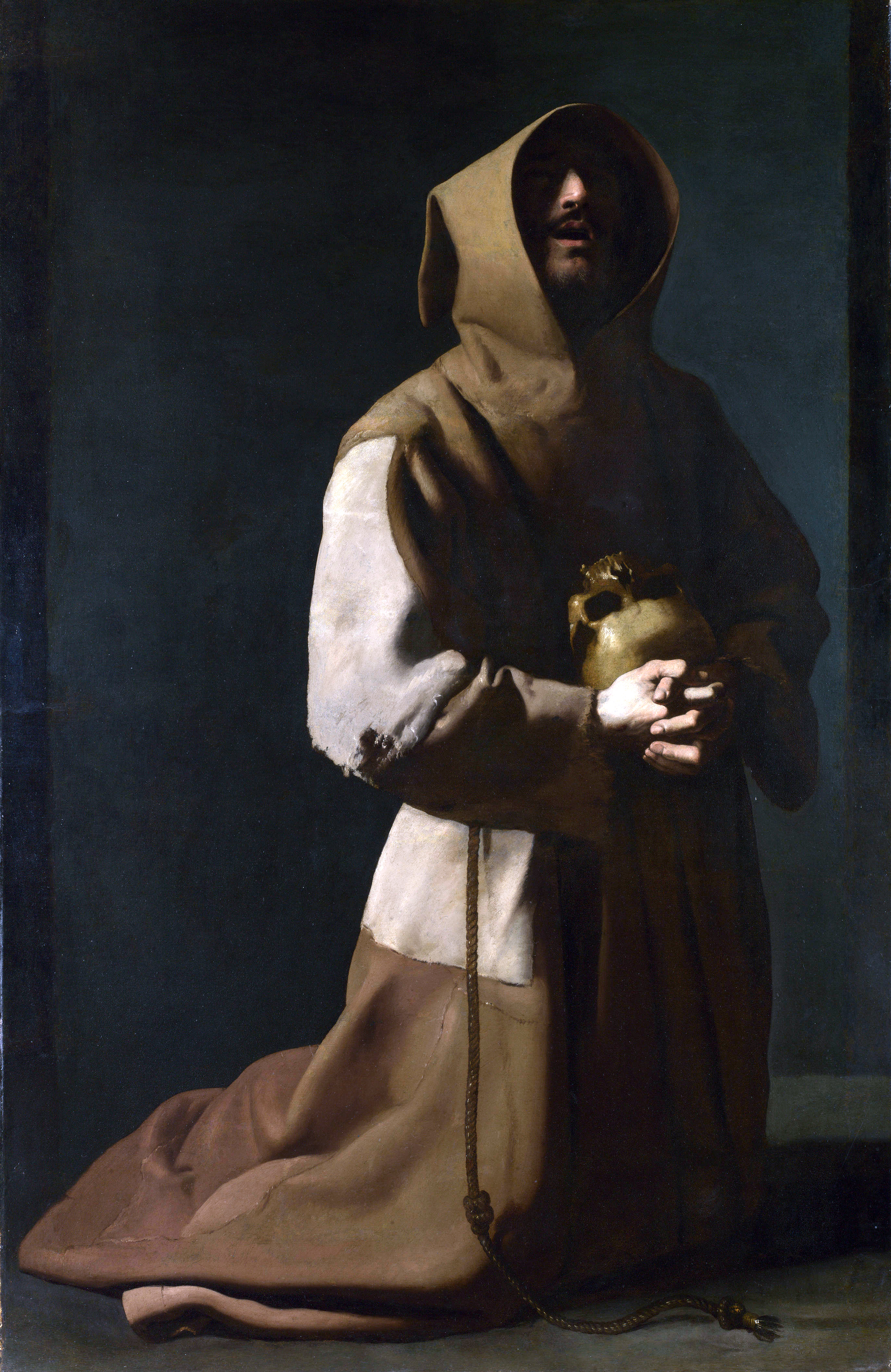
Francisco de Zurbarán: Der heilige Franziskus in Meditation

Während aus den frühen Biographien (Thomas von Celano, Bonaventura) bei aller hagiographischen Überhöhung noch ein historischer Kern herauszuheben ist, zeichnen die späteren Legenden wie die Fioretti und die Legenda Perusina ein sehr extremes, heute als kitschig empfundenes Franziskusbild. Die starke Verbreitung der Fioretti als Andachtsbuch im 19. und 20. Jahrhundert hat das Bild des Franziskus in der Bevölkerung lange geprägt. In den letzten Jahrzehnten versuchen viele Autoren, ein gemäßigteres, menschlicheres und weniger legendenhaftes Bild von der Person des Franziskus zu vermitteln.

### Bildende Kunst
Franziskus verwendete häufig das Tau-Kreuz als Segenszeichen. Er zeichnete es beispielsweise an Gebäude und unterzeichnete damit seine Briefe. Das Tau wird darum auch als Symbol der franziskanischen Ordensfamilie verwendet. In der Bildenden Kunst wird Franz von Assisi oft dargestellt mit Kruzifix, Totenkopf, auf ihm sitzenden Tauben, einem Lamm oder einem Wolf. Damit sollen seine Büßerhaltung (Kruzifix, Totenkopf) oder seine friedfertige und einfache Geisteshaltung (Taube, Lamm) ausgedrückt werden.
Gern werden auch die Legenden um den Heiligen künstlerisch dargestellt. Die Fresken von Giotto di Bondone in der Oberkirche von San Francesco in Assisi sind die frühesten Beispiele, die einen Zyklus von Ereignissen aus seiner Lebensbeschreibung darstellen. Giotto greift dabei auf die Biographien von Thomas von Celano und Bonaventura von Bagnoregio zurück. Bemerkenswert sind seine perspektivischen Darstellungen und die Rolle, die Architektur und Landschaft auch für den symbolischen Gehalt seiner Bilder spielen. Die Legenden sind im Kirchenraum so angeordnet, dass sie einen theologischen Bezug zu den darüber dargestellten Szenen aus dem Alten und Neuen Testament erkennen lassen. Bedeutende Beispiele spätmittelalterlicher Franziskusdarstellungen nördlich der Alpen gibt es in der Staatsgalerie Füssen, St. Annen in Kamenz und im Museum Stralsund.

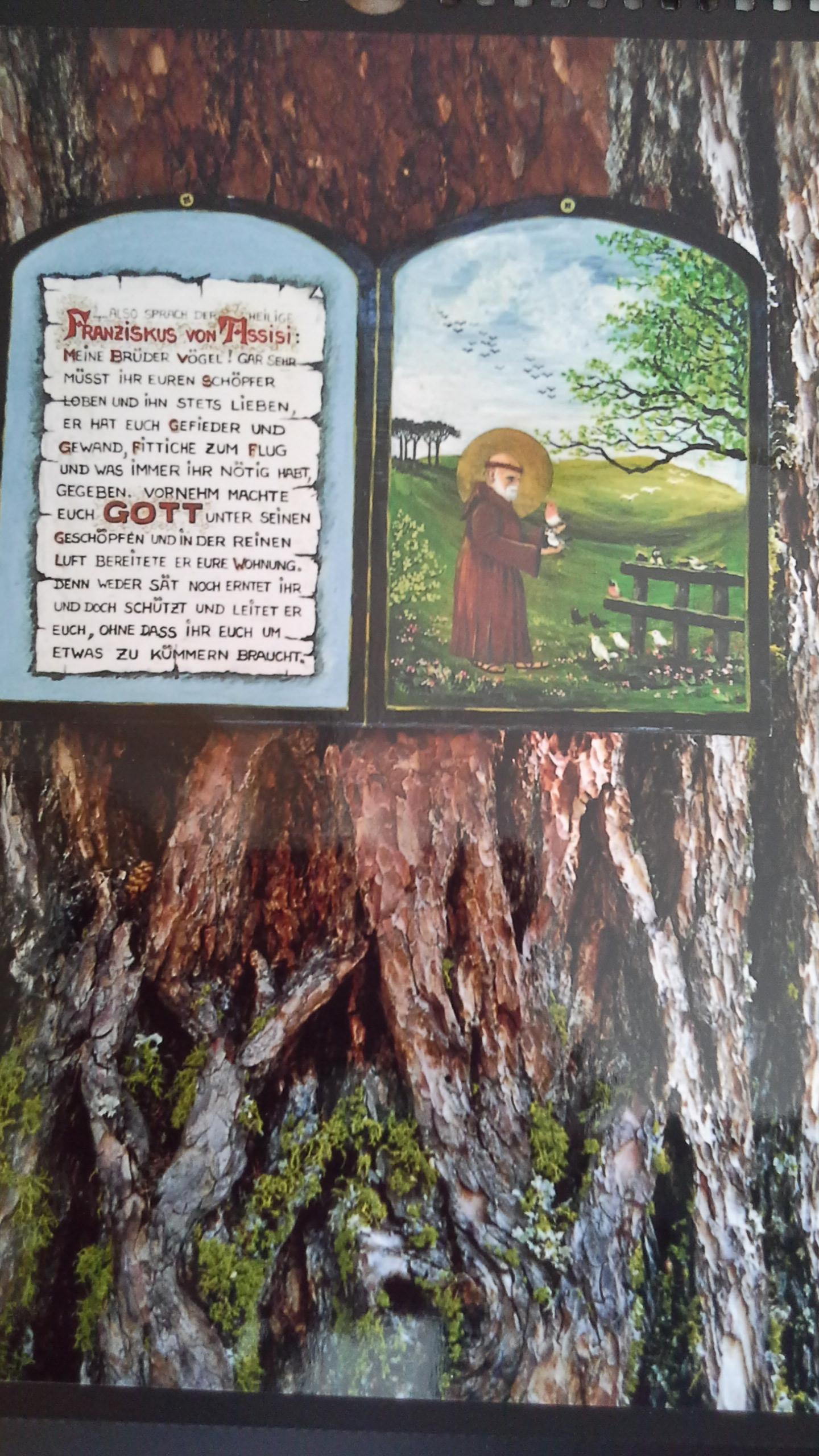
Volkskünstlerische Tafel zu Ehren Franziskus von Assisis an einem alten Baum am Alas-Weg südlich des Mohar.

Volkskünstlerische Darstellungen auf Tafeln finden sich u. a. in den Alpen.

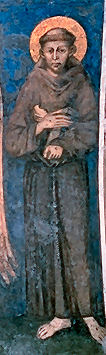
Franziskus (Ausschnitt aus einem Fresko von Cimabue, Assisi)

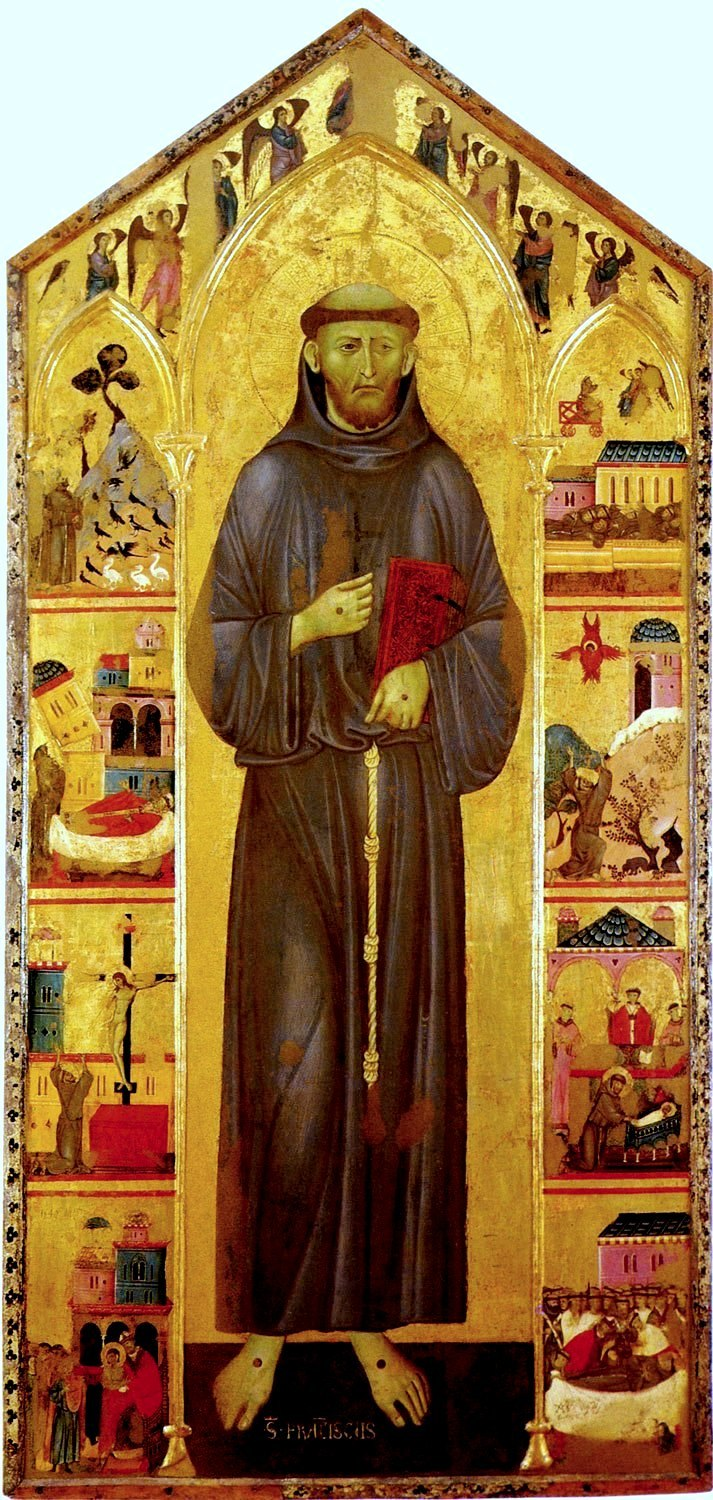
Der Ordensgründer Franziskus von Assisi (Tafelbild von Guido di Graciano, nach 1270, Siena, Pinacoteca Nazionale)

Künstlerische Darstellungen des Franz von Assisi in verschiedenen Jahrhunderten
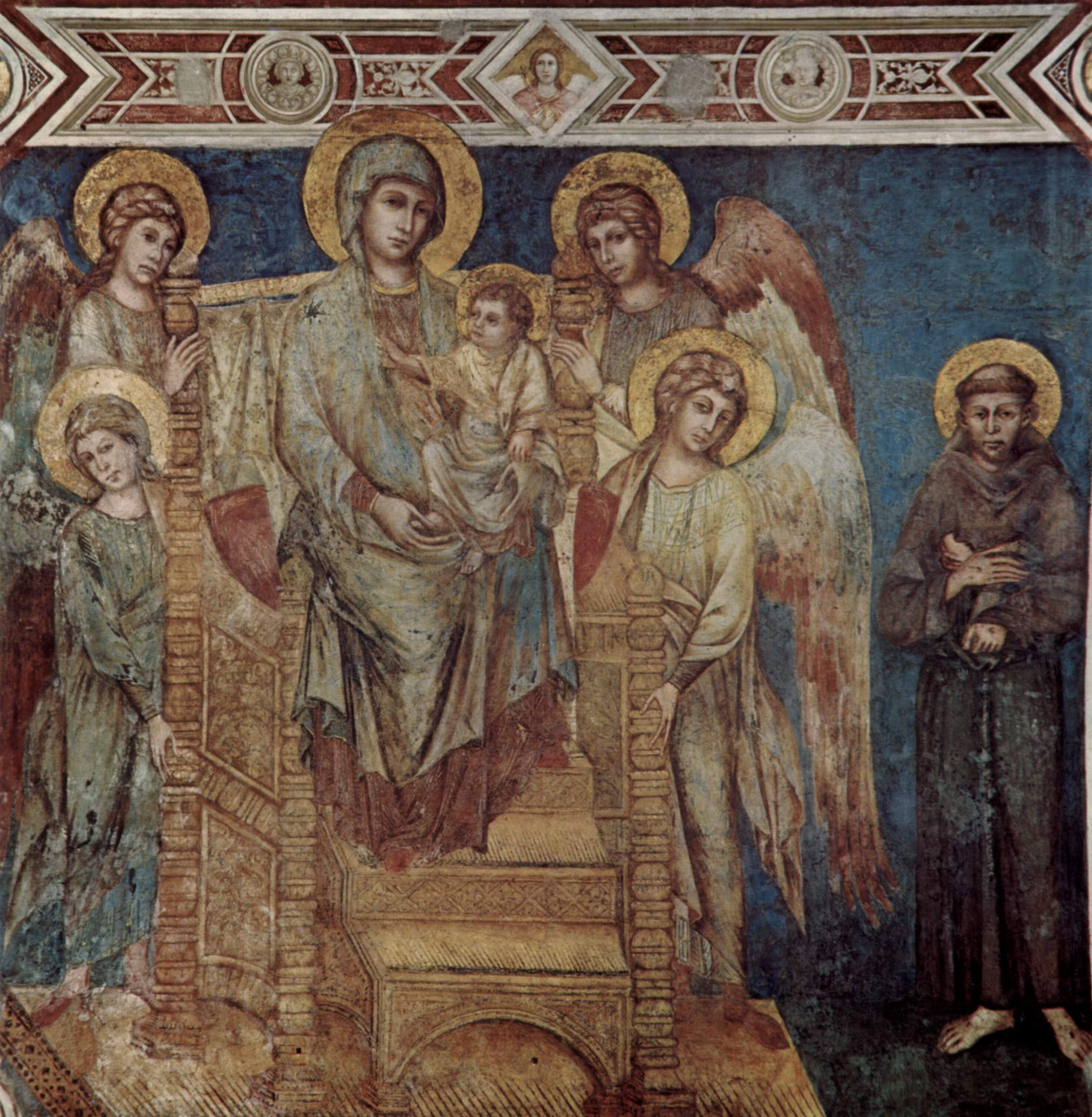
Um 1278–1280: Thronende Madonna mit Franziskus, Fresko von Cimabue in der Unterkirche San Francesco in Assisi
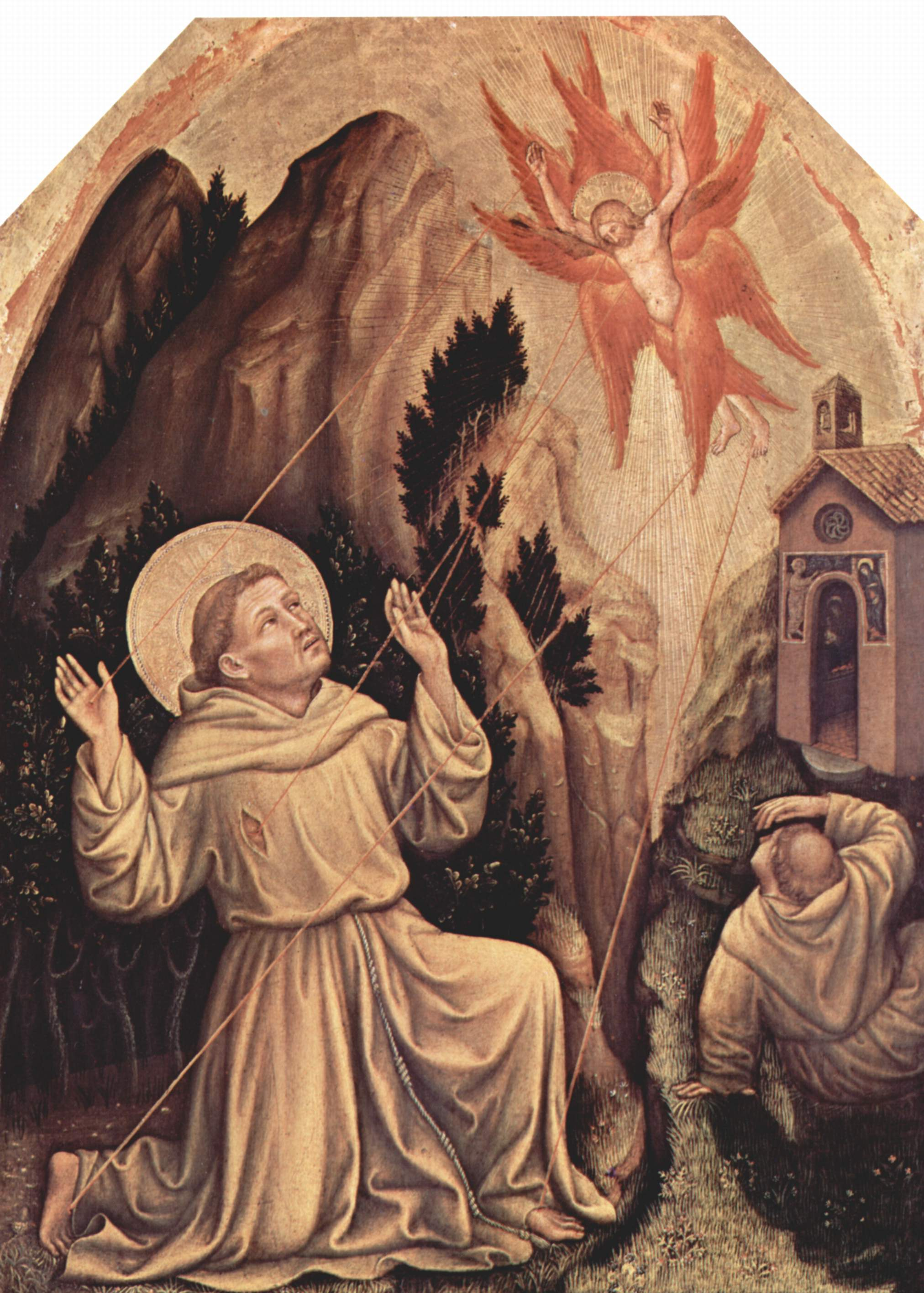
Um 1400–1410: Stigmatisation des hl. Franziskus, von Gentile da Fabriano
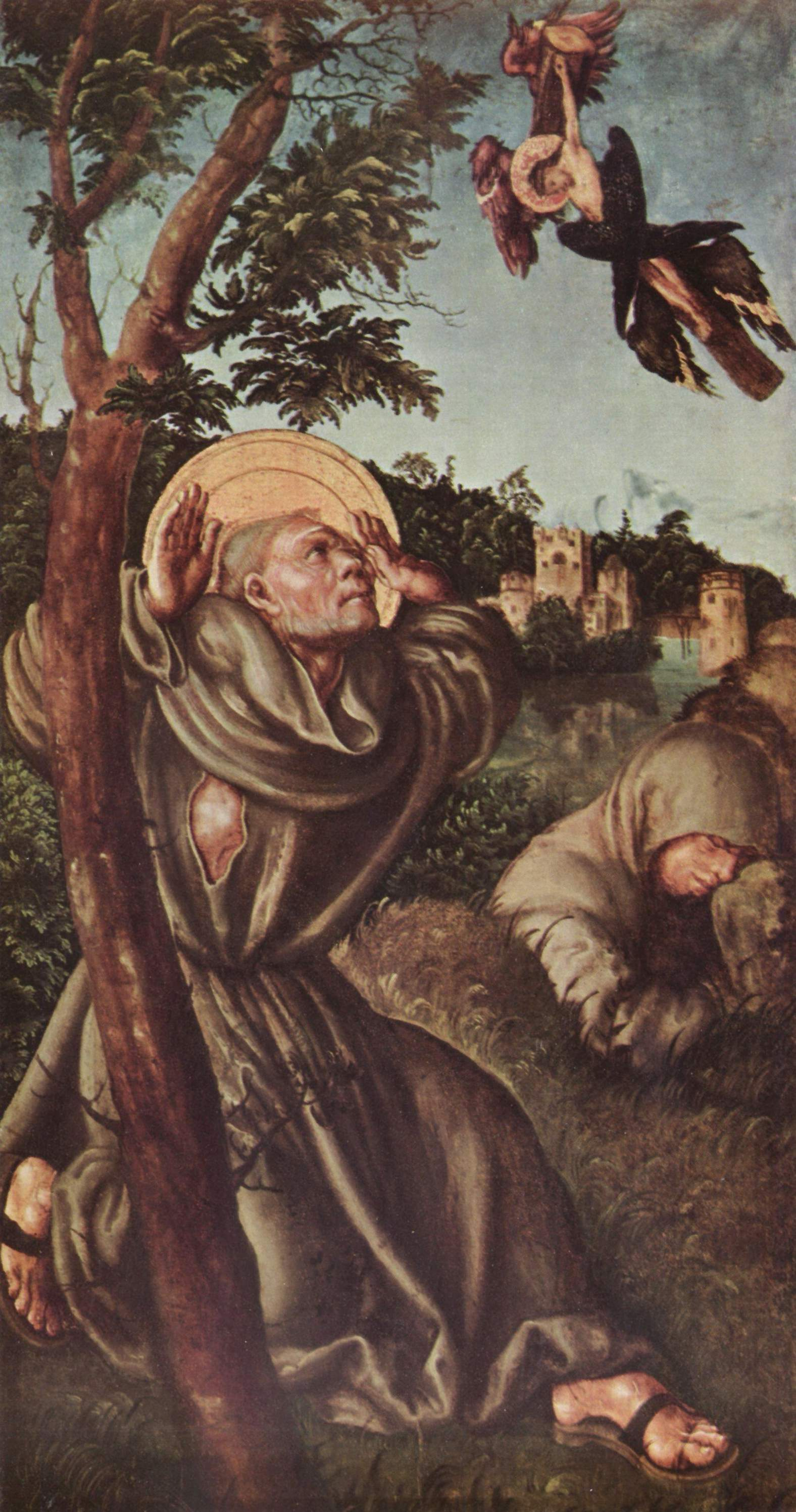
Um 1502: Stigmatisation des hl. Franziskus, von Lucas Cranach dem Älteren
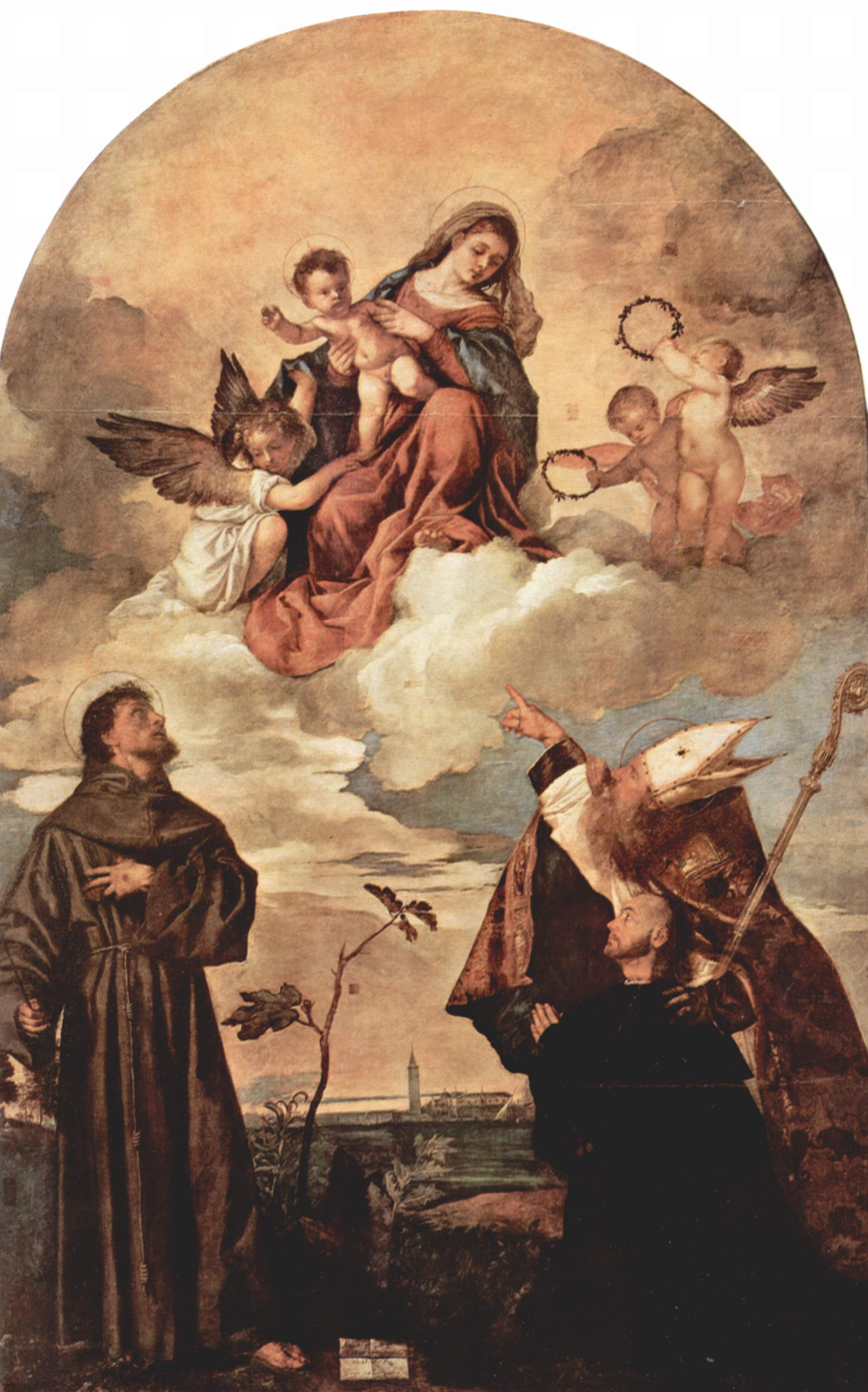
1520: Maria in Gloria mit Christuskind und Engeln, Franziskus, Alvisus und Stifter Luigi Gozzi (kniend), von Tizian
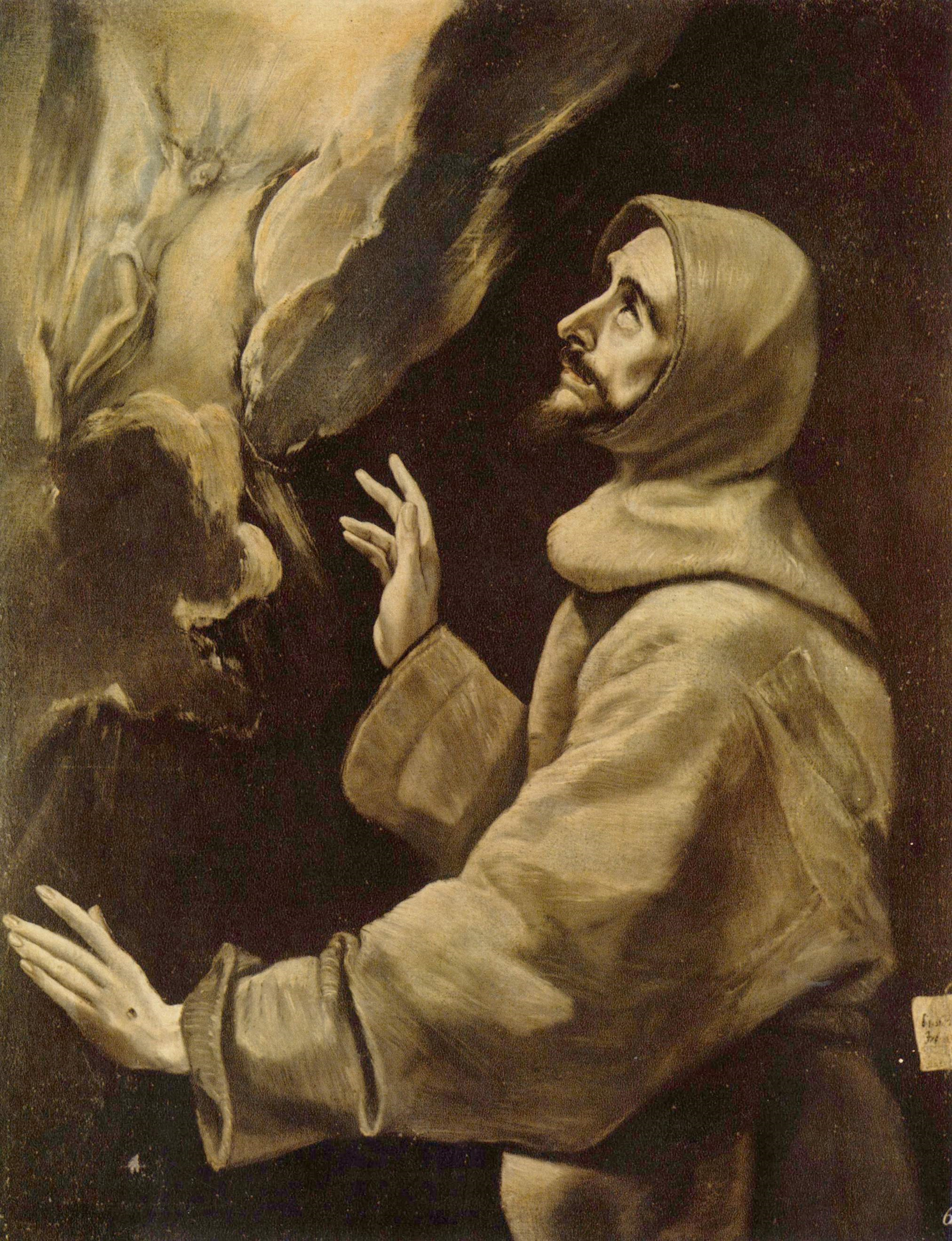
1585: Stigmatisation des hl. Franziskus, von El Greco
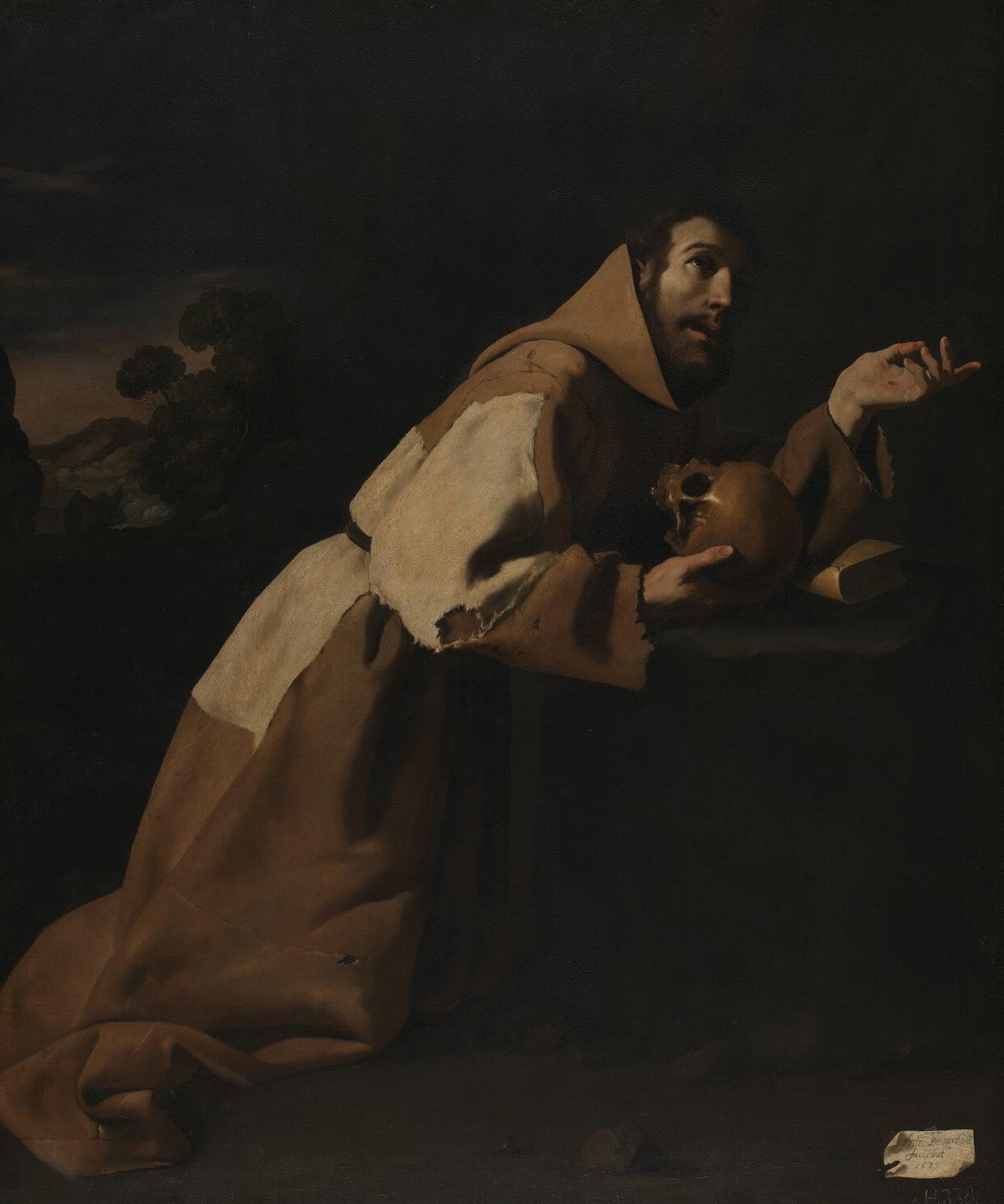
1639: Büßender hl. Franziskus, von Francisco de Zurbarán
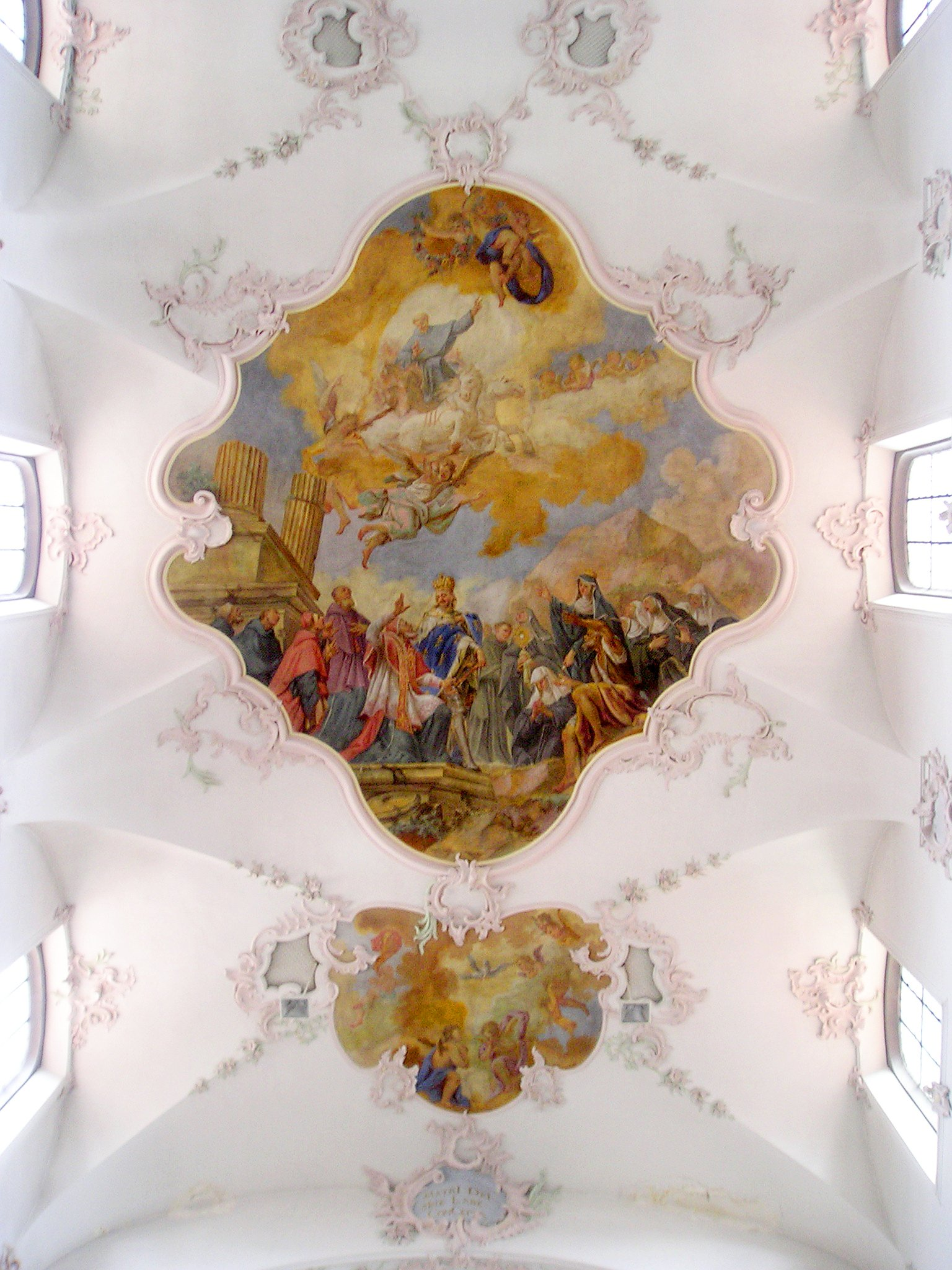
1753: Der heilige Franziskus in einem Triumphwagen segnet seine Verehrer, Deckenfresko von Franz Ludwig Hermann in der Franziskanerkirche in Überlingen
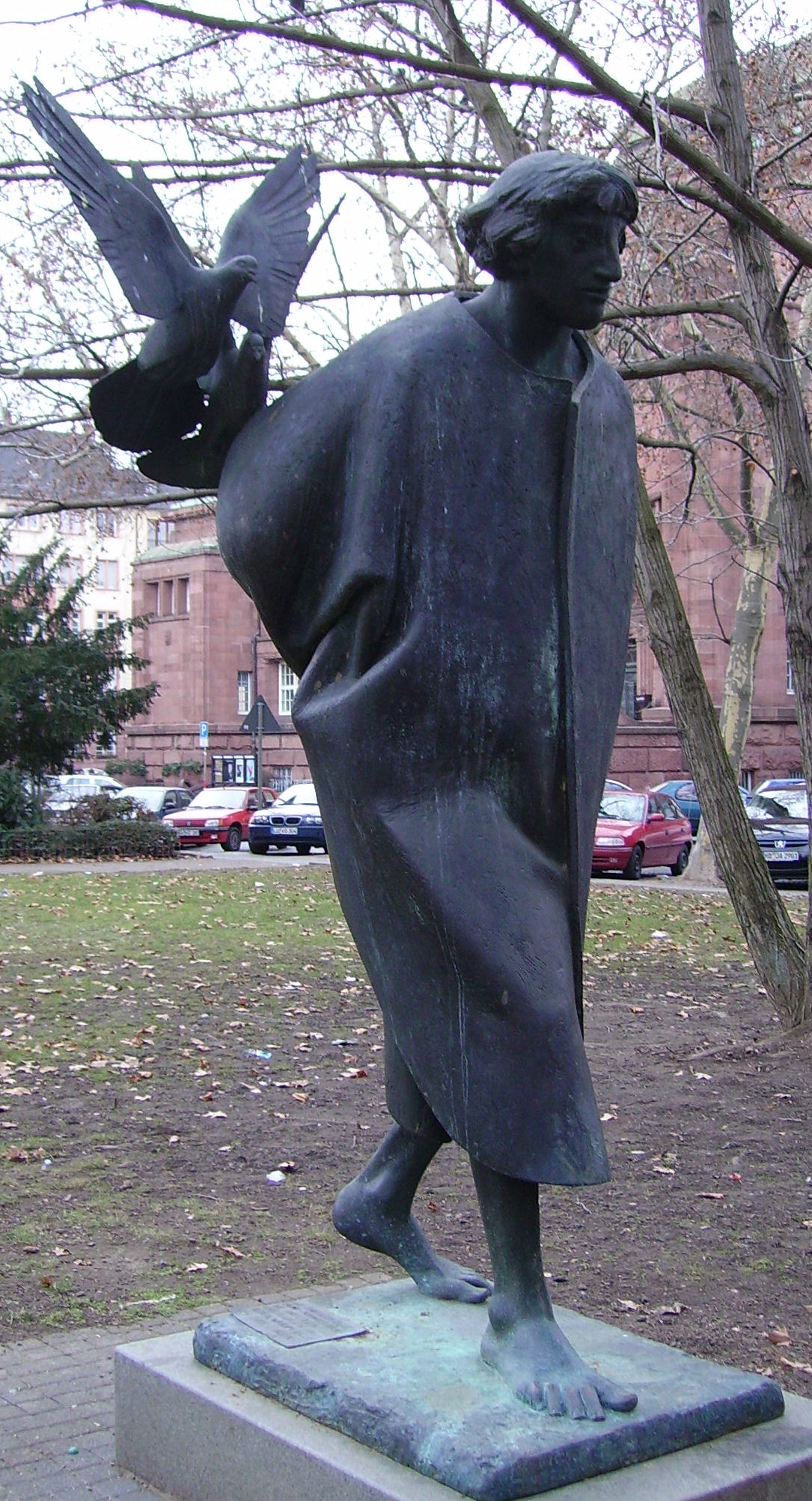
1978/1979: Franziskus, Bronze-Statue von Martin Mayer nahe der Kunsthalle in Mannheim
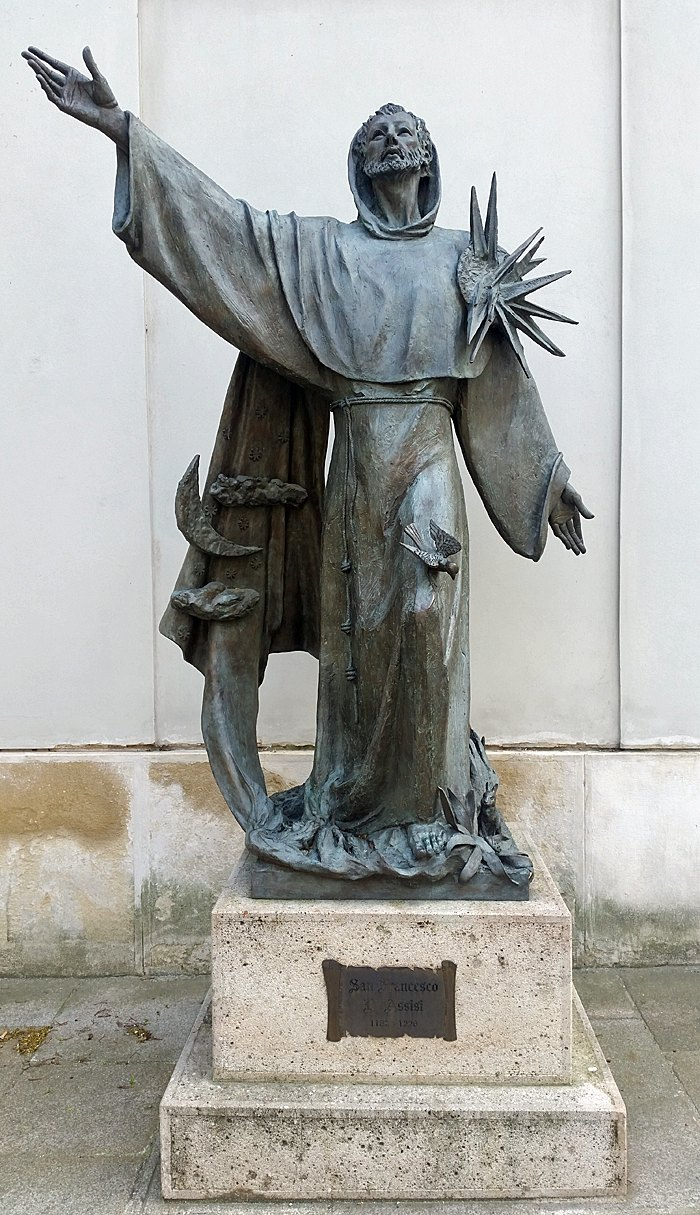
San Francesco d’Assisi, Bronze-Statue bei der Wiener Minoritenkirche
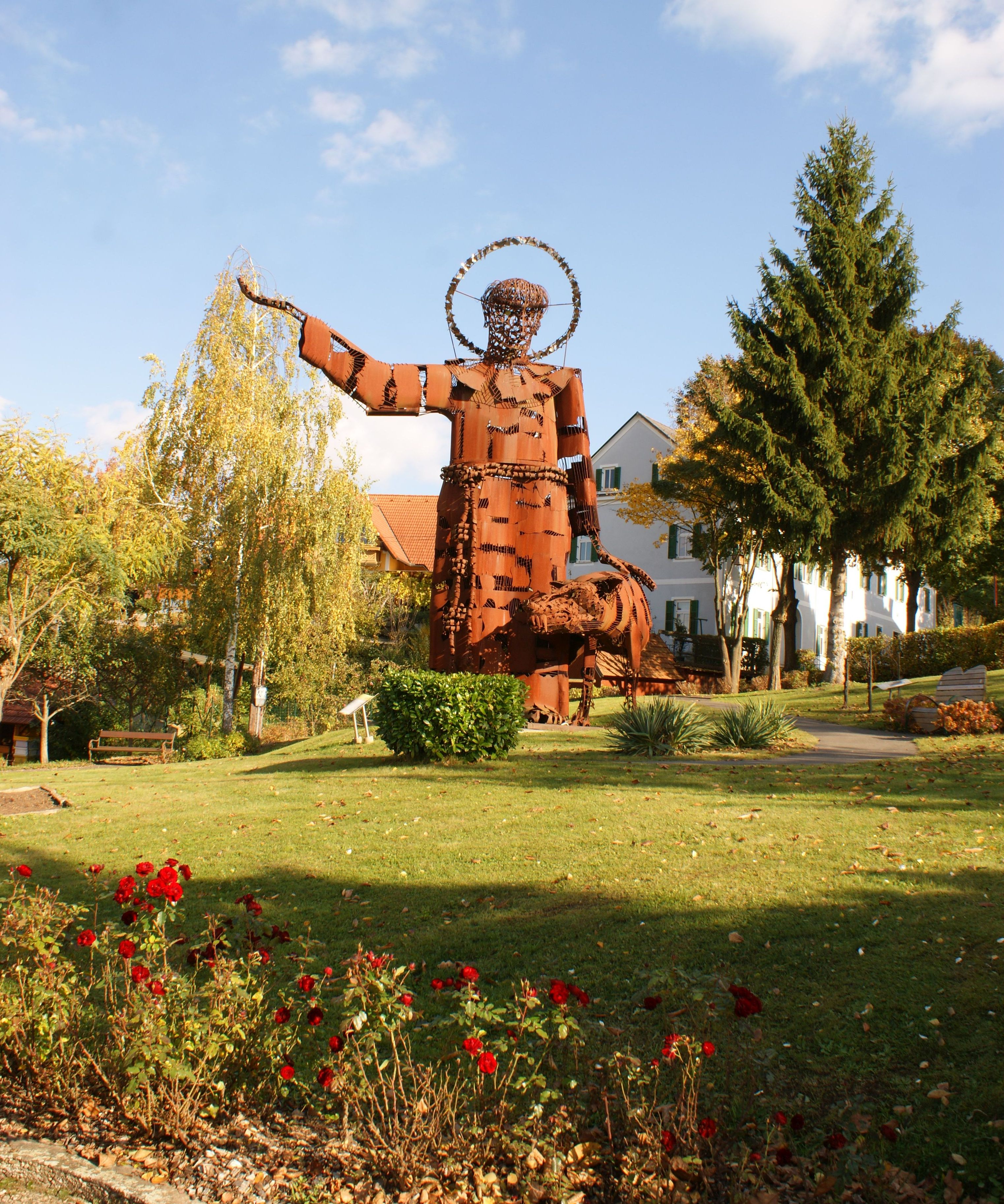
2006: Franziskus und der Wolf in Tieschen (Steiermark)
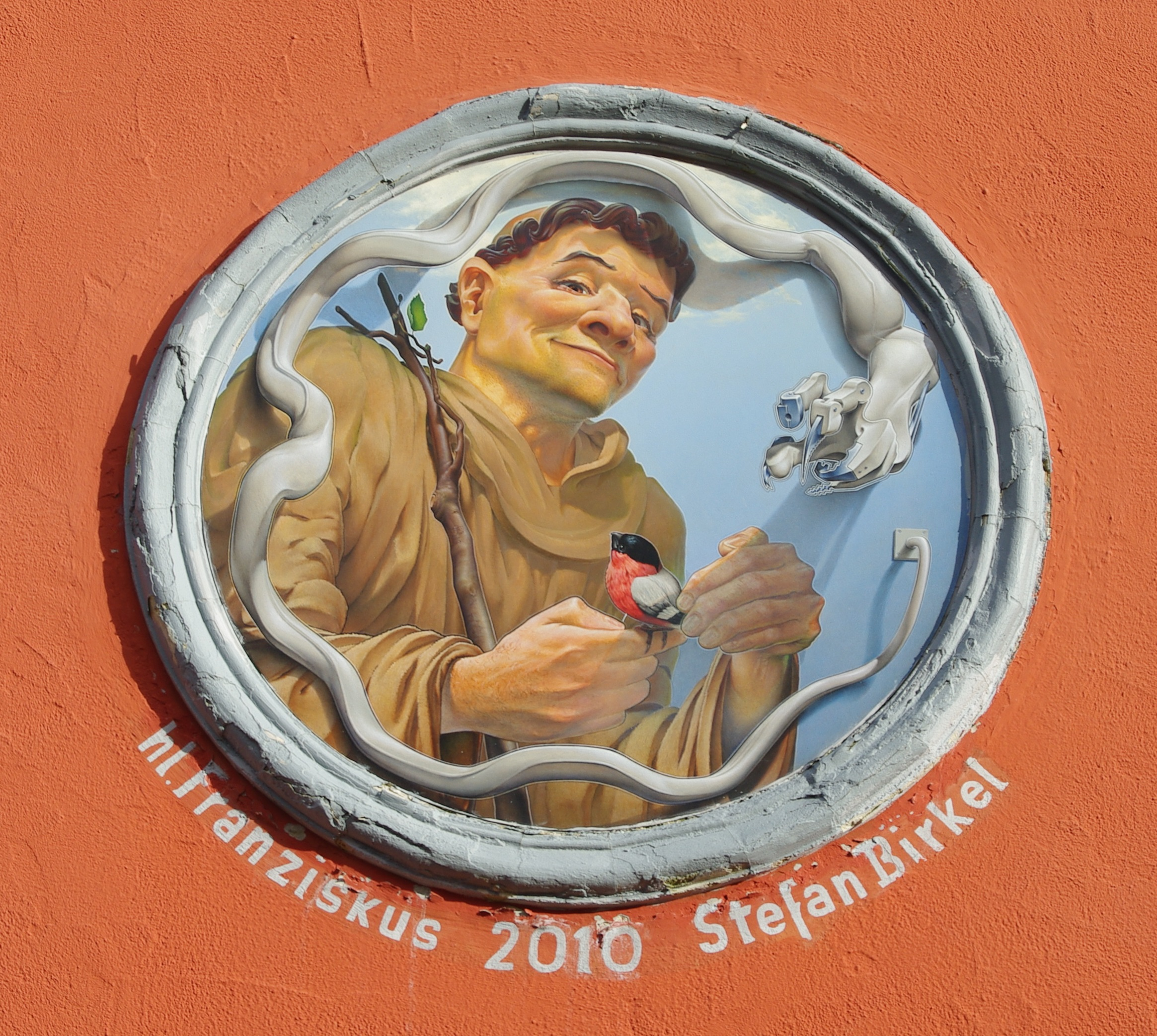
2010: Lüftlmalerei, moderne Interpretation am Oberen Lindenplatz  3 in Bad Reichenhall

### Musik
Den Fioretti zufolge zog Franziskus „singend und den großen Gott lobend“ umher. Von einigen seiner Lieder ist zwar nicht die Musik, aber der Text überliefert.
Franziskanische Komponisten des Mittelalters traten vor allem mit Laude-Kompositionen hervor, etwa Iacopone da Todi und Bianco da Siena. Die Entstehung des Weihnachtsliedes in Frankreich und England war eng mit den Franziskanern verbunden.
Im 18. Jahrhundert wurde Giovanni Battista Martini, genannt Padre Martini, zum „gefeiertsten aller franziskanischen Komponisten“.
Folgende jüngere Werke beziehen sich direkt auf Franz von Assisi oder seine Texte:
- Franz Liszt: St. François d’Assise: La prédication aux oiseaux (1862–1863), die erste der Deux légendes für Klavier
- Franz Liszt: Cantico del sol di San Francesco d’Assisi (1862, revidiert 1880–1881) für Bariton, Männerchor, Orchester und Orgel.
- Edgar Tinel: Oratorium Franciscus (op. 36, 1890).
- Mario Castelnuovo-Tedesco: Fioretti di San Francesco (1919–1920) für Stimme und Orchester.
- Gian Francesco Malipiero: San Francesco d’Assisi (1920–1921), Mysterienspiel.
- Peter Griesbacher: Missa in honorem Sancti Francisci de Assisi op. 217 für gemischen Chor und Orgel oder Instrumente (1921, komponiert anlässlich des 700. Jubiläums der Gründung des Dritten Ordens)
- Hermann Suter: ein 1923 entstandenes spätromantisches Oratorium Le Laudi di San Francesco d’Assisi, das 1924 in Basel uraufgeführt wurde.
- Paul Hindemith: Nobilissima Visione (1938), Tanzlegende in 6 Bildern; 1939 Fassung für großes Orchester. Szenarium Paul Hindemith und Léonide Massine. Uraufführung: London, 21. Juli 1938, Dirigent: Paul Hindemith, Choreographie: Léonide Massine.
- Paul Hindemith: Nobilissima Visione. Orchestersuite nach der Musik der Tanzlegende (1938). Uraufführung: Venedig, 13. September 1938, Dirigent: Paul Hindemith.
- Francis Poulenc: Quatre petites prières de Saint François d’Assise (1948) für Männerchor a cappella.
- Carl Orff: Sonnengesang des heiligen Franziskus (1954) für vierstimmigen Frauen- oder Kinderchor.
- William Walton: Cantico del sole (1973–1974) für Chor a cappella.
- Olivier Messiaen: Saint François d’Assise. Scènes Franciscaines (1975–1983), Messiaens einzige Oper.
- Peter Janssens: Franz von Assisi, Musikspiel 1978 (Text: Wilhelm Willms)
- Thomas Fortmann: Oratorio francescano (1981–1982, Neufassung 2005) für Sopran, Bariton, Chor und Orchester.
- Dieter Salbert: Sonnengesang (1986), für gemischten Chor a cappella, Uraufführung: Palestrina Chor 1986.
- Angelo Branduardi: La Lauda di Francesco (2000/2001), Musik, Theater, Tanz mit Text und Musik für Sologesang mit den Liedern aus dem Album L’infinitamente Piccolo.
- Hanno Haag: Franziskus (2001), Oratorium für Sopran, Sprecher, dreistimmigen Chor, Flöte, Horn, Streicher und Schlagzeug op. 62.
- Dietrich Lohff: Franz von Assisi (2002), sechs Szenen für Sprecher, Solisten, Chor und kleines Orchester.
- Ludger Stühlmeyer: Reise zu Franziskus (2006), Singspiel für Kinderchor, Sprecher und Instrumente.
- Ludger Stühlmeyer: Klangrede – Sonnengesang des Franziskus, für Chor (SATB), Violine und Orgel, Uraufführung: Capella Mariana 2015 im Rahmen der Tage Neuer Kirchenmusik in Bayern. Suae Sanctitati Papae Francisci dedicat.[87]
- Carlo Pedini: Sei frammenti francescani (2006) für Stimme und Orchester auf Texte von Thomas von Celano.
- Kurt Gäble, Paul Nagler: Franziskus – Das Musical (2007), für Solo und Chorgesang Blasorchester, Cello, Klavier und Vibraphon.
- Oliver Rosteck: Franz von Assisi – Ein musikalischer Lebensweg für alle Generationen (2012), für Flöte, Klavier, Solostimme und 1–3stimmigen Chor.
- Bernfried Pröve: Franziskuslegende für Orgel, Uraufführung: 21. April 2013, Stadtkirche St. Marien (Hof).
- Peter Reulein (Musik) und Helmut Schlegel (Libretto): Laudato si‘ – ein franziskanisches Magnificat (2016) Oratorium für Chor und Orchester[88][89]
- Philipp Ortmeier: Cantico delle Creature (2025) für Flöte, Harfe und gemischten Chor[90]

### Filme
Auch als Spielfilm wurde das Leben des Franziskus mehrmals umgesetzt. Bekannt sind die Filme:
- Franziskus, der Gaukler Gottes (Francesco, giullare di Dio) unter der Regie von Roberto Rossellini aus dem Jahr 1951,
- Franz von Assisi unter der Regie von Michael Curtiz aus dem Jahr 1961,
- Bruder Sonne, Schwester Mond unter der Regie von Franco Zeffirelli aus dem Jahr 1972 (Donovan adaptierte Franziskus’ Sonnengesang für das Titellied des Films),
- Franziskus unter der Regie von Liliana Cavani aus dem Jahr 1989 sowie
- Sein Name war Franziskus, ein Fernsehzweiteiler aus dem Jahr 2014, ebenfalls unter der Regie von Liliana Cavani.

Als Dokumentarfilm ist zu nennen:
- Jesus von Assisi von Friedrich Klütsch

### Politikwissenschaft
Im Jahr 2008 thematisierten die Politikwissenschafter Ekkehart Krippendorff und Wolf-Dieter Narr sowie der Soziologe Peter Kammerer Franz von Assisi als „Zeitgenossen für eine andere Politik“ und diskutierten die „politische Aktualität des Lebensentwurfs“. Sein Leben könne für die heutige Zeit ein Regulativ sein, nicht nur im religiösen Sinne, sondern auch lebenspraktisch für einen weltlichen Humanismus. Bereiche, in denen Franziskus als Vorbild dienen könnte, seien die Einheit von Theorie und Praxis, der Respekt vor jedem Leben, die materielle Armut versus dem Reichtum kulturellen Schaffens sowie die Bildung von und Teilnahme an lokalen und regionalen Assoziationen („Assoziation“ hier im Sinne von Vereinigung, Bürgerinitiative).

### Papstname
Am 13. März 2013 wählte Jorge Mario Kardinal Bergoglio in Anlehnung an Franz von Assisi nach seiner Wahl zum Papst den Namen Franziskus. Am 4. Oktober 2013, dem Fest des heiligen Franziskus, besuchte Papst Franziskus Assisi mit San Damiano und dem Grab des Heiligen in der Krypta unter der Basilika San Francesco, sowie die Basilika in Santa Maria degli Angeli.
Die Reisen von Papst Franziskus in die Vereinigten Arabischen Emirate vom 3. bis 5. Februar 2019 und nach Marokko am 30./31. März 2019 sollten die Begegnung des Franz von Assisi mit dem Sultan Al Kamil 1219 und die 800-jährige Präsenz des Franziskanerordens unter Muslimen würdigen.

### Briefmarke
Zur Erinnerung an die Begegnung des heiligen Franziskus und des Sultans al-Kamil Muhammad al–Malik im Jahre 1219 gab die Deutsche Post AG mit dem Erstausgabetag 9. Oktober 2019 ein Sonderpostwertzeichen im Nennwert von 95 Eurocent heraus. Der Entwurf stammt von der Grafikerin Greta Gröttrup aus Hamburg. Die Briefmarke zeigt die Umarmung Franziskus’ und des Sultans.

### Aufsätze und Monografien
- Dieter Berg: Armut und Wissenschaft. Beiträge zur Geschichte des Studienwesens der Bettelorden im 13. Jahrhundert. Schwann, Düsseldorf 1977.
- Paul Bösch: Franz von Assisi – neuer Christus: Die Geschichte einer Verklärung. Patmos, Düsseldorf 2005, ISBN 3-491-72493-7.
- James Cowan: Franziskus von Assisi: Der Weg eines Gott Liebenden. Verlag Via Nova, Petersberg 2003, ISBN 3-936486-24-7.
- Gunnar Decker: Franz von Assisi: Der Traum vom einfachen Leben. Siedler Verlag, München 2016, ISBN 978-3-8275-0061-8.
- Helmut Feld: Franziskus von Assisi und seine Bewegung. Wissenschaftliche Buchgesellschaft, Darmstadt 1994, ISBN 3-534-03087-7.
- Friedrich Martin Fiederlein: Franz von Assisi. Seine Zeit, sein Leben, seine Wirkung. In: Notizblock Nr. 8 / Mai 1991 (Hrsg.: Bischöfliches Schulamt der Diözese Rottenburg-Stuttgart, Abt. I).
- Herbert Grundmann: Religiöse Bewegungen im Mittelalter. Untersuchungen über die geschichtlichen Zusammenhänge zwischen der Ketzerei, den Bettelorden und der religiösen Frauenbewegung im 12. und 13. Jahrhundert und über die geschichtlichen Grundlagen der deutschen Mystik. 4. Aufl., Wissenschaftliche Buchgesellschaft, Darmstadt 1977.
- Emmanuel Jungclaussen: Den Fußspuren Christi folgen (vestigia Christi sequi). Der geistliche Weg Franz von Assisis. Auditorium, Schwarzach 1997, ISBN 3-8302-0581-3 (wahlweise auf MC oder CD).
- Christoph Kürzeder (Hrsg.): San Francesco. Der Heilige aus Assisi (= Kataloge und Schriften. Diözesanmuseum für Christliche Kunst des Erzbistums München und Freising. Band 84). Diözesanmuseum Freising, Freising 2023, ISBN 978-3-930618-13-2.
- Gianfranco Malafarina: Die Kirche San Francesco in Assisi. Hirmer Verlag, 2011, ISBN 978-3-7774-3661-6.
- Dirk Müller: Gesellschaft und Individuum um 1300 in volkssprachlicher franziskanischer Prosa. Univ. Diss. phil. Universität zu Köln 2003 (PDF).
- Jacques Le Goff: Franz von Assisi. Klett-Cotta, Stuttgart 2006, ISBN 3-608-94287-4.
- Klaus Reblin: Franziskus von Assisi. Der rebellische Bruder (Orientalia Lovaniensia Analecta). Vandenhoeck & Ruprecht, Göttingen 2006, ISBN 3-525-60429-7.
- Klaus Reblin: Freund und Feind – Franziskus von Assisi im Spiegel der protestantischen Theologiegeschichte. Göttingen 1988, ISBN 3-525-56530-5.
- Oktavian Schmucki: The Stigmata of St. Francis of Assisi. A Critical Investigation in the Light of Thirteenth-Century Sources. Franciscan Institute, St. Bonaventure [NY] 1991.
- Matthäus Schneiderwirth (Hrsg.): Der Dritte Orden des heiligen Franziskus. Festschrift zum 700jährigen Jubiläum seiner Gründung. Im Auftrage des Zentralausschusses des Dritten Ordens in Deutschland. Schwann, Düsseldorf 1921.
- Christoph Stiegemann, Bernd Schmies, Heinz-Dieter Heimann (Hrsg.): Franziskus. Licht aus Assisi. Hirmer Verlag, 2011, ISBN 978-3-7774-4081-1.
- Hein Stufkens: Der siebenfache Pfad des Franz von Assisi. Aurum in Kamphausen Verlag, Bielefeld 2002, ISBN 3-89901-000-0.
- André Vauchez: Franziskus von Assisi. Geschichte und Erinnerung. Verlag Aschendorff, Münster 2019, ISBN 978-3-4021-3244-9 (Übersetzung: Elisabeth Zacherl).
- Stephan Wyss: Der heilige Franziskus von Assisi. Vom Durchschauen der Dinge. Edition Exodus, Luzern 2000, ISBN 3-905577-39-9.
- Stephan Wyss: Das Fest am Ostermorgen. Vom heiligen Franziskus von Assisi zu François Rabelais. Edition Exodus, Luzern 2005, ISBN 3-905577-60-7.
- Manfred Zips: Franziskus von Assisi, vitae via. Beiträge zur Erforschung des Geschichtsbewusstseins in den deutschen Franziskusviten des Mittelalters mit besonderer Berücksichtigung der deutschsprachigen Werke. Praesens, Wien 2006, ISBN 978-3-7069-0114-7.

### Biografien
- Friedrich Wilhelm Bautz: Franz von Assisi. In: Biographisch-Bibliographisches Kirchenlexikon (BBKL). Band 2, Bautz, Hamm 1990, ISBN 3-88309-032-8, Sp. 95–101 (Artikel/Artikelanfang im Internet-Archive am 2007-06-30).
- G. K. Chesterton: Thomas von Aquin / Franz von Assisi. Erste vollständige deutsche Textfassung. Nova & Vetera, Bonn 2003, ISBN 3-936741-15-8.
- Veit-Jakobus Dietrich: Franz von Assisi. Rowohlt, Reinbek bei Hamburg 1995, ISBN 3-499-50542-8 (rororo Monographie).
- Helmut Feld: Franziskus von Assisi. C. H. Beck, München 2001, ISBN 3-406-44770-8.
- Ivan Gobry: Franz von Assisi. Aus dem Französischen übersetzt von Oswalt von Nostitz. Rowohlt, Hamburg 1958.
- Adolf Holl: Der letzte Christ. Deutsche Verlags-Anstalt, Stuttgart 1979, ISBN 3-421-01924-X.
- Niklaus Kuster: Franziskus. Rebell und Heiliger. Herder, Freiburg im Breisgau 2009, ISBN 3-451-30153-9.
- Niklaus Kuster: Franz und Klara von Assisi. Eine Doppelbiografie. Matthias-Grünewald, Ostfildern 2011, ISBN 978-3-786-72801-6.
- Volker Leppin: Franziskus von Assisi. Wbg Theiss, Darmstadt 2018, ISBN 978-3-80623817-4.
- Raoul Manselli: Franziskus. Der solidarische Bruder. Benziger, Zürich u. a. 1984, ISBN 3-545-20090-6.
- Paul Sabatier: Leben des heiligen Franz von Assisi (Originaltitel: Vie de Saint François d’Assise, übersetzt von Margarete Lisco). Nabu Press, La Vergne (Tennessee) 2010, ISBN 978-1-147-86392-5 (Reprint, vermutlich der Ausgabe von 1897).
- Paul Sabatier, Frumentius Renner: Leben des heiligen Franz von Assisi. EOS-Verlag, Sankt Ottilien 1979, ISBN 3-88096-072-0 (redigierter, gekürzter Nachdruck der Ausgabe Rascher, Zürich 1919).